# Liste der Träger des Ig-Nobelpreises
In dieser Liste werden die Preisträger des Ig-Nobelpreises mit ihren ausgezeichneten Arbeiten vorgestellt.
| Inhaltsverzeichnis |
| 1991 • 1992 • 1993 • 1994 • 1995 • 1996 • 1997 • 1998 • 1999 • 2000 • 2001 • 2002 • 2003 • 2004 • 2005 • 2006 • 2007 • 2008 • 2009 • 2010 • 2011 • 2012 • 2013 • 2014 • 2015 • 2016 • 2017 • 2018 • 2019 • 2020 • 2021 • 2022 • 2023 • 2024 |
| Weblinks • Einzelnachweise |

## 1991
| Kategorie                                                                                    | Preisträger                                  | Land                        | Begründung | Bild                     |
| -------------------------------------------------------------------------------------------- | -------------------------------------------- | --------------------------- | --- | ------------------------ |
| Bildung                                                                                      | Dan Quayle                                   | Vereinigte Staaten          | Vizepräsident der Vereinigten Staaten, ihm wurden öffentlich mangelnde sprachliche und intellektuelle Fähigkeiten vorgeworfen. Die Begründung der Jury lautete: „consumer of time and occupier of space, for demonstrating, better than anyone else, the need for science education.“ | Dan Quayle (1989)        |
| Biologie                                                                                     | Robert Klark Graham                          | Vereinigte Staaten          | für seinen Aufbau des „Repository for Germinal Choice“ (deutsch sinngemäß Repositorium für Keimwahl), eine Samenbank, die Spenden nur von Nobelpreisträgern und Olympiateilnehmern akzeptiert.                                                                                        |                          |
| Chemie                                                                                       | Jacques Benveniste                           | Frankreich                  | für seine Entdeckung, Wasser sei eine intelligente Flüssigkeit; und für die für ihn zufriedenstellende Demonstration, dass Wasser in der Lage sei, sich an Ereignisse zu erinnern – auch lange nachdem alle Spuren dieser Ereignisse verschwunden seien.                              |                          |
| Frieden                                                                                      | Edward Teller                                | Ungarn Vereinigte Staaten   | Vater der Wasserstoffbombe und erster Befürworter des Star-Wars-Waffensystems, für seinen lebenslangen Einsatz, die Bedeutung des Wortes „Frieden“ zu verändern. | Edward Teller (1987)     |
| Literatur                                                                                    | Erich von Däniken                            | Schweiz                     | visionärer Erzähler und Autor von Erinnerungen an die Zukunft, für seine Erklärungen, wie die menschliche Zivilisation durch Astronauten aus dem Weltall beeinflusst wurde (siehe Prä-Astronautik).                                                                                   | Erich von Däniken (2009) |
| Medizin                                                                                      | Alan E. Kligerman                            | Vereinigte Staaten          | Entwickler verdauungsbezogener Erlösung, Retter im Falle von Ausdünstungen und Erfinder von Beano für seine pionierhafte Arbeit mit Antigas-Flüssigkeiten, die Blähung, Übelkeit und Verärgerung vermeiden.                                                                           |                          |
| Wirtschaft                                                                                   | Michael Milken                               | Vereinigte Staaten          | Titan der Wall Street – und Vater des Junk-Bonds, dem die Welt viel schuldet. | Michael Milken (2006)    |
| Preise für unechte Leistungen fiktiver Personen, die nicht mehr offiziell aufgelistet werden |                                              |                             | |                          |
| Fußgänger-Technologie                                                                        | Paul DeFanti                                 | (fiktiv)                    | für die Erfindung des „Buckybonnet“, eines Buckminster-Fulleresque, den Fußgänger tragen, um ihre Köpfe zu schützen und ihre Ruhe zu bewahren. |                          |
| Interdisziplinäre Forschung                                                                  | Josiah S. Carberry                           | Vereinigte Staaten (fiktiv) | fiktiver Professor an der Brown University, „kühner Forscher und eklektischer Sucher von Wissen, für seine bahnbrechende Arbeit auf dem Gebiet der Psychokeramik, des Studiums von Leuten mit Sprung in der Schüssel (englisch Crackpot).“                                            |                          |
| Physik                                                                                       | Thomas Kyle (Pseudonym von William DeBuvitz) | Vereinigte Staaten (fiktiv) | Detektor der Atome und origineller Mann des Wissens, für seine Entdeckung des trägsten Elementes des Universums, Administratium. |                          |

## 1992
| Kategorie   | Preisträger                                                                                    | Land                   | Begründung | Bild                                     |
| ----------- | ---------------------------------------------------------------------------------------------- | ---------------------- | --- | ---------------------------------------- |
| Archäologie | Éclaireuses et Éclaireurs de France                                                            | Frankreich             | ein französischer Pfadfinderverband, dessen örtliche Gruppe bei einer Aktion gegen moderne Graffiti zwei prähistorische Wandmalereien in der Grotte de Mayrière supérieure nahe Bruniquel beschädigte.                                                                                             |                                          |
| Biologie    | Cecil Jacobson                                                                                 | Vereinigte Staaten     | unbarmherzig großzügiger Samenspender und reicher Patriarch der Samenbanken, für das Planen einer simplen, einhändigen Methode der Qualitätskontrolle. |                                          |
| Chemie      | Ivette Bassa                                                                                   | Vereinigte Staaten     | Konstrukteurin der bunten Kolloide, für ihre Rolle in den krönenden Errungenschaften der Chemie des 20. Jahrhunderts, der Synthese von hellblauer Götterspeise. |                                          |
| Ernährung   | Konsumenten von SPAM                                                                           | weltweit               | mutige Konsumenten von eingemachten Lebensmitteln, für 54 Jahre anspruchsloser Verdauung. |                                          |
| Frieden     | Daryl Gates                                                                                    | Vereinigte Staaten     | ehemaliger Polizeichef der Stadt Los Angeles, für seine einzigartigen unwiderstehlichen Methoden, Menschen zusammenzubringen. | Daryl Gates (vor 1992)                   |
| Kunst       | Jim Knowlton                                                                                   | Vereinigte Staaten     | moderner Universalgelehrter, für sein klassisches Anatomie-Poster Penisse des Tierreiches |                                          |
| Kunst       | National Endowment for the Arts                                                                | Vereinigte Staaten     | für die Ermutigung Knowltons, seine Arbeit mit einem Aufklappbuch zu erweitern. | Logo der National Endowment for the Arts |
| Literatur   | Juri Strutschkow                                                                               | Russland               | unermüdlicher Autor vom Institut für organische Verbindungen in Moskau, für die 948 wissenschaftlichen Arbeiten, die er von 1981 bis 1990 publiziert hat – im Durchschnitt eine alle 3,9 Tage. |                                          |
| Medizin     | Fujihiro Kanda, Eiichiro Yagi, Minoru Fukuda, Keisuke Nakajima, Tadao Ohta und Okitsugu Nakata | Japan                  | vom Shiseido Research Center in Yokohama, für ihre bahnbrechende Studie Erläuterung von chemischen Verbindungen, die für Fußgeruch verantwortlich sind, besonders für ihre Zusammenfassung, dass Menschen, die denken, dass sie Fußgeruch haben, ihn haben und solche, die es nicht denken, nicht. |                                          |
| Physik      | David Chorley und Doug Bower                                                                   | Vereinigtes Königreich | Löwen der Tiefenergiephysik, für ihre kreisförmigen Beiträge zur Feldtheorie der geometrischen Zerstörung englischer Kornfelder. | Kornkreis in der Schweiz (2007)          |
| Wirtschaft  | Investoren von Lloyd’s of London                                                               | Vereinigtes Königreich | Erben von 300 Jahren vorsichtigem Management, für den mutigen Versuch, eine Katastrophe zu versichern, indem sie sich weigern, für die Verluste der Firma geradezustehen. | Logo von Lloyd’s of London               |

## 1993
| Kategorie             | Preisträger                                                                               | Land | Begründung | Bild             |
| --------------------- | ----------------------------------------------------------------------------------------- | --- | --- | ---------------- |
| Biologie              | Leslie P. Williams, Jr. und Kenneth W. Newell                                             | Vereinigte Staaten | kühne biologische Detektive, für ihre bahnbrechende Studie Salmonellenausscheidung bei Schweinen auf Vergnügungsfahrt. |                  |
| Chemie                | James Campbell und Gaines Campbell                                                        | Vereinigte Staaten | engagierte Befreier des Duftes, für die Erfindung der Geruchsstreifen, eine Methode, mit der Parfüm in Magazinen verbreitet wird. |                  |
| Frieden               | Die Pepsi-Cola Company der Philippinen                                                    | Philippinen | für die Förderung eines Wettbewerbs (Number Fever), der einen Millionär küren soll, und das Ansagen der falschen Gewinnzahl, wodurch sie 800.000 randalierende und erwartungsvolle Gewinner anspornte und vereinte und viele verschiedene Parteien zusammenbrachte, zum ersten Mal in der Landesgeschichte. | Logo der PepsiCo |
| Literatur             | Eric Topol, Robert M. Califf, Frans Van de Werf, Paul W. Armstrong und ihre 972 Koautoren | Australien Belgien Deutschland Frankreich Irland Israel Kanada Luxemburg Neuseeland Niederlande Polen Schweiz Spanien Vereinigtes Königreich Vereinigte Staaten | für das Veröffentlichen eines medizinischen Forschungspapiers, das hundertmal mehr Autoren als Seiten hat. |                  |
| Mathematik            | Robert W. Faid                                                                            | Vereinigte Staaten | weitsichtiger und zuverlässiger Prophet von Statistiken, für die Kalkulation der exakten Wahrscheinlichkeit (710.609.175.188.282.000 zu 1), dass Michail Gorbatschow der Antichrist ist. |                  |
| Medizin               | James F. Nolan, Thomas J. Stillwell und John P. Sands, Jr.                                | Vereinigte Staaten | medizinische Männer der Gnade, für ihren sorgfältigen Forschungsreport, Akutes Management von in Reißverschlüssen eingeklemmtem Penis. |                  |
| Physik                | Corentin Louis Kervran                                                                    | Frankreich | leidenschaftlicher Bewunderer der Alchemie, für seine Schlussfolgerung, dass Calcium in Hühnereierschalen durch eine Kalte Fusion hergestellt werden kann. |                  |
| Psychologie           | John E. Mack und David M. Jacobs                                                          | Vereinigte Staaten | für ihre Schlussfolgerung, dass Menschen, die glauben, dass sie von Aliens entführt wurden, es vermutlich wurden – und besonders für ihre Schlussfolgerung: „Der Hauptgrund der Abduktion ist die Produktion von Kindern“.                                                                                  |                  |
| Verbrauchertechnik    | Ron Popeil                                                                                | Vereinigte Staaten | unermüdlicher Erfinder und emsiger Verkäufer des Spätnachtfernsehens, für das Umdefinieren der Industriellen Revolution mit solchen Vorrichtungen wie dem Veg-O-Matic, dem Pocket Fisherman, Mr. Microphone und dem Inside-the-Shell Egg Scrambler.                                                         |                  |
| Visionäre Technologie | Jay Schiffman                                                                             | Vereinigte Staaten | Erfinder von AutoVision, einer Bildprojektionsvorrichtung, die es möglich macht, gleichzeitig ein Auto zu fahren und fernzusehen, und die Michigan State Legislature, die selbiges legalisierte. |                  |
| Wirtschaft            | Ravi Batra                                                                                | Indien Vereinigte Staaten | raffinierter Wissenschaftler und Bestsellerautor von Die große Depression von 1990 und Überleben der großen Depression von 1990, für den Verkauf ausreichender Kopien seines Buches, um weltweiten wirtschaftlichen Kollaps des Einzelhandels zu vermeiden.                                                 |                  |

## 1994
| Kategorie                                                   | Preisträger                                                                | Land               | Begründung | Bild                  |
| ----------------------------------------------------------- | -------------------------------------------------------------------------- | ------------------ | --- | --------------------- |
| Biologie                                                    | W. Brian Sweeney, Brian Krafte-Jacobs, Jeffrey W. Britton und Wayne Hansen |                    | für ihre bahnbrechende Studie Der verstopfte Soldat: Prävalenz unter US-Truppen im Ausland; und speziell für die zahlenmäßige Analyse der Bewegungsfrequenz derer Gedärme. |                       |
| Chemie                                                      | Bob Glasgow                                                                | Vereinigte Staaten | Senator von Texas, für das Einbringen eines Gesetzentwurfes zur Bekämpfung der Drogenherstellung im Jahre 1989, der jeglichen Kauf von Bechergläsern, Kolben, Reagenzgläsern und anderen Laborglasgeräten bewilligungspflichtig macht. |                       |
| Frieden                                                     | John Hagelin                                                               |                    | von der Maharishi University of Management, Fairfield, USA, und das Institut für Wissenschaft, Technologie und Öffentlichkeit, beide Vertreter friedlicher Gedanken, für ihre experimentellen Schätzungen, dass 4.000 ausgebildete Meditatoren Gewaltverbrechen in Washington, D.C. um 18 Prozent senken würden. |                       |
| Insektenkunde                                               | Robert A. Lopez                                                            |                    | aus Westport (New York), Veterinärmediziner und Freund aller großen und kleinen Geschöpfe, für seine Experimente über die Entfernung von Ohrmilben von Katzen, deren Einführung in sein eigenes Ohr und die darauf folgende Beobachtung der Ergebnisse. |                       |
| Literatur                                                   | L. Ron Hubbard                                                             | Vereinigte Staaten | Autor von Science-Fiction-Romanen und Gründervater der Scientology, für das Buch mit dem Titel Dianetik, das der Menschheit (respektive einem Teil davon) sehr großen Profit einbringt. | L. Ron Hubbard (1950) |
| Mathematik                                                  | Southern Baptist Church von Alabama                                        | Vereinigte Staaten | an die sehr akribische Kirche für deren Bemühung, für jeden Bezirk des Staates zu berechnen, wie viele Prozent der Menschen zur Hölle fahren, sollten sie ihre Sünden nicht büßen. |                       |
| Medizin                                                     | Patient X                                                                  |                    | früheres Mitglied des US Marine Corps, ehrenwertes Opfer eines Bisses seiner Klapperschlange, für seine neuartige Behandlungsmethode, Zündkabel an den Lippen anzuschließen und den Automotor fünf Minuten lang bei 3000/min laufen zu lassen. |                       |
| Medizin                                                     | Richard A. Gustafson                                                       |                    | des University of Arizona Health Sciences Center, für seine wohlbegründete Arbeit namens Misslingen der Elektroschockbehandlung im Fall eines Klapperschlangenbisses. |                       |
| Psychologie                                                 | Lee Kuan Yew                                                               | Singapur           | früherer Premierminister von Singapur, Verfechter der Psychologie der negativen Verstärkung, für seine dreißigjährige Studie über die auftretenden Effekte beim Bestrafen von drei Millionen Bürgern für Spucken, Kaugummikauen oder Taubenfüttern. |                       |
| Wirtschaft                                                  | Juan Pablo Davila                                                          | Chile              | aus Chile, nimmermüder Händler von Finanzprodukten und früherer Angestellter der staatlichen Codelco Company, weil er seinen Computer dazu gebracht hat, Wertpapiere zu kaufen, wenn er sie verkaufen sollte, und für den Versuch, die entstandenen Verluste auszugleichen, indem er die computerbasierten Transaktionen noch verstärkte. Er verlor so eigenhändig 0,5 Prozent des Bruttoinlandsproduktes von Chile. |                       |
| Preis für unechte Leistungen, nicht mehr offiziell gelistet |                                                                            |                    | |                       |
| Physik                                                      | The Japanese Meteorological Agency                                         |                    | für ihre siebenjährige Studie darüber, ob Erdbeben durch Welse verursacht werden, die mit den Schwänzen wackeln. (Der Gewinner ist nicht mehr offiziell gelistet, da sein Gewinn auf etwas basiert, was sich als irriger Pressebericht herausstellte.) |                       |

## 1995
| Kategorie              | Preisträger                                                       | Land               | Begründung | Bild |
| ---------------------- | ----------------------------------------------------------------- | ------------------ | --- | ---- |
| Chemie                 | Bijan Pakzad                                                      |                    | aus Beverly Hills für die Kreation eines DNS-Kölnisch Wasser und eines DNS-Parfüms – die beide keine Desoxyribonukleinsäure enthalten – aber beide in einer Dreifachhelix-Flasche (sic!) verkauft werden. |      |
| Ernährung              | John Martinez                                                     | Vereinigte Staaten | der J. Martinez & Co. in Atlanta, Georgia, für die Entwicklung von Kopi Luwak – des teuersten Kaffees der Welt – der aus Kaffeebohnen hergestellt wird, die zuvor von Fleckenmusangs (Schleichkatzen) gefressen und ausgeschieden wurden. |      |
| Frieden                | Das taiwanische Nationalparlament                                 | Taiwan             | für deren Demonstration, dass Politiker mehr durch einander Boxen, Schlagen und Prügeln gewinnen als dadurch, Kriege gegen andere Nationen zu führen. |      |
| Literatur              | David B. Busch und James R. Starling                              |                    | aus Madison (Wisconsin) für deren eindringlichen Bericht, Fremdkörper im Rektum: Fallstudien und umfassender Überblick über die weltweite Literatur. Der Anhang erwähnt, unter anderem: Sieben Glühbirnen; einen Messerschleifstein; zwei Blinklichter; eine Drahtfeder; eine Tabakdose; eine Ölkanne mit Kartoffelschäler; elf verschiedene Formen von Früchten, Gemüsen und anderen Nahrungsmitteln; eine Juwelier-Säge; einen gefrorenen Schweineschwanz, einen Zinnbecher, ein Bierglas und auch die bemerkenswerte Sammlung eines Patienten, die aus einer Brille, einem Schlüssel, einem Tabakbeutel und einer Zeitschrift bestand. |      |
| Medizin                | Marcia E. Buebel, David S. Shannahoff-Khalsa und Michael R. Boyle |                    | für deren belebende Studie namens Die Effekte von erzwungenem einseitigen Nasenatmen auf das Bewusstsein. |      |
| Öffentliche Gesundheit | Martha Kold Bakkevig und Ruth Nielsen                             | Dänemark Norwegen  | für deren erschöpfende Studie namens Einfluss nasser Unterwäsche auf die Thermoregulation und den thermischen Komfort in der Kälte. |      |
| Physik                 | Dominique M. R. Georget, R. Parker und Andrew C. Smith            |                    | vom Institut für Nahrungsmittelforschung in Norwich (England) für deren rigorose Analyse von feuchtem Frühstücksgetreide, publiziert in ihrem Bericht namens Eine Studie über die Effekte von Wassergehalt auf das Verdichtungsverhalten von Frühstücksgetreideflocken. |      |
| Psychologie            | Shigeru Watanabe, Junko Sakamoto und Masumi Wakita                |                    | der Keiō-Universität für deren Erfolg beim Trainieren von Tauben, so dass sie zwischen den Gemälden von Picasso und Monet unterscheiden können. |      |
| Wirtschaft             | Nick Leeson und seine Vorgesetzten bei der Barings Bank           |                    | für deren Gebrauch von Derivaten zur unmissverständlichen Demonstration, dass jedes Finanzinstitut seine Grenzen hat. Das englischsprachige Original spielt auf die Mathematik an: „… for using the calculus of derivatives to demonstrate …“, Deutsch: „für den Gebrauch der Analysis der Ableitungen“; ebenso „Grenzen“. |      |
| Wirtschaft             | Robert Citron                                                     | Vereinigte Staaten | für deren Gebrauch von Derivaten zur unmissverständlichen Demonstration, dass jedes Finanzinstitut seine Grenzen hat. Das englischsprachige Original spielt auf die Mathematik an: „… for using the calculus of derivatives to demonstrate …“, Deutsch: „für den Gebrauch der Analysis der Ableitungen“; ebenso „Grenzen“. |      |
| Zahnheilkunde          | Robert H. Beaumont                                                |                    | aus Shoreview, Minnesota, für seine einschneidende Studie Bevorzugen Patienten gewachste oder ungewachste Zahnseide? |      |

## 1996
| Kategorie              | Preisträger | Land              | Begründung | Bild                                           |
| ---------------------- | --- | ----------------- | --- | ---------------------------------------------- |
| Artenvielfalt          | Chonosuke Okamura |                   | vom Okamura Fossilienlabor in Nagoya für die Entdeckung der Fossilien von Dinosauriern, Pferden, Drachen, Prinzessinnen und über tausend anderer ausgestorbener „Mini-Spezies“, die allesamt nur wenige Millimeter groß sind. |                                                |
| Biologie               | Anders Barheim und Hogne Sandvik |                   | von der Universität Bergen für ihren geschmackvollen Bericht Auswirkungen von Ale, Knoblauch und saurer Sahne auf den Appetit von Blutegeln.                                                                                  |                                                |
| Chemie                 | George Goble |                   | von der Purdue University für seine Weltrekordzeit im Entzünden eines Grills – drei Sekunden unter Verwendung von Holzkohle und flüssigem Sauerstoff.                                                                         |                                                |
| Frieden                | Jacques Chirac | Frankreich        | der zum Gedenken an den 50. Jahrestag von Hiroshima im Pazifik Atomtests durchführen ließ. | Jacques Chirac (1997)                          |
| Kunst                  | Don Featherstone |                   | aus Fitchburg (Massachusetts), für seine zierende, evolutionäre Erfindung des rosa Gartenflamingos. | Gartenflamingo. Gewinner im Bereich Kunst 1996 |
| Literatur              | Die Redaktion von Social Text |                   | für die eifrige Veröffentlichung von Forschung, die sie nicht verstanden hatten, die der Autor als bedeutungslos bezeichnete und die behauptete, die Wirklichkeit würde nicht existieren.                                     |                                                |
| Medizin                | James Johnston von der R.J. Reynolds Tobacco Company, Joseph Taddeo von U.S. Tobacco, Andrew Tisch von Lorillard, William Campbell von Philip Morris, Edward A. Horrigan von der Liggett Group, Donald S. Johnston von American Tobacco, und Thomas E. Sandefur, Jr., verstorbener Vorstandsvorsitzender von Brown and Williamson Tobacco |                   | für ihre vor dem amerikanischen Kongress vorgestellte Entdeckung, dass Nikotin nicht süchtig macht. |                                                |
| Öffentliche Gesundheit | Ellen Kleist und Harald Moi | Grönland Norwegen | für ihren warnenden medizinischen Bericht Übertragung von Gonorrhoe durch Gummipuppen. |                                                |
| Physik                 | Robert Matthews |                   | von der Aston University in Birmingham für seine Studien zu Murphys Gesetz, insbesondere für den Nachweis, dass Toastbrotscheiben einer ihr innewohnenden Tendenz unterliegen, auf die gebutterte Seite zu fallen.            |                                                |
| Wirtschaft             | Robert J. Genco |                   | von der University at Buffalo, für seine Entdeckung, dass finanzielle Probleme einen Risikofaktor für Parodontitis darstellen.                                                                                                |                                                |

## 1997
| Kategorie     | Preisträger | Land                         | Begründung | Bild |
| ------------- | --- | ---------------------------- | --- | ---- |
| Astronomie    | Richard C. Hoagland | Vereinigte Staaten           | aus New Jersey für die Identifizierung künstlicher Strukturen auf Mond und Mars, darunter eines menschlichen Gesichts auf dem Mars und 16 Kilometer hoher Gebäude auf dem Mond.                                                                 |      |
| Biologie      | T. Yagyu und seine Kollegen vom Universitätsspital Zürich, von der Kansai Medical University in Osaka und von Neuroscience Technology Research in Prag | Japan Schweiz Tschechien     | für die Messung der Gehirnwellen ihrer Probanden, während diese verschiedene Geschmacksrichtungen Kaugummi kauten. |      |
| Frieden       | Harold Hillman | Vereinigtes Königreich       | von der University of Surrey für seine liebevoll zusammengetragene und letztendlich friedliche Studie Mögliches Schmerzempfinden während verschiedener Hinrichtungsarten (The Possible Pain Experienced During Execution by Different Methods). |      |
| Insektenkunde | Mark Hostetler | Vereinigte Staaten           | von der University of Florida für sein lehrreiches Buch Diese Schmiere auf deinem Auto (That Gunk on Your Car), das bei der Bestimmung verschiedener Insektenrückstände auf Windschutzscheiben hilft.                                           |      |
| Kommunikation | Sanford Wallace | Vereinigte Staaten           | Präsident von Cyber Promotions in Philadelphia – weder Regen noch Schnee noch Dunkelheit konnten diesen selbsternannten Briefträger davon abhalten, seine elektronischen Werbebriefe in aller Welt auszutragen.                                 |      |
| Literatur     | Doron Witztum, Eliyahu Rips und Yoav Rosenberg aus Israel und Michael Drosnin aus den USA                                                              | Israel Vereinigte Staaten    | für ihre haarspalterische statistische Entdeckung, dass die Bibel einen geheimen, versteckten Code enthält. |      |
| Medizin       | Carl J. Charnetski und Francis X. Brennan, Jr. von der Wilkes University und James F. Harrison von Muzak Ltd. in Seattle                               | Vereinigte Staaten           | für ihre Entdeckung, dass das Hören von Fahrstuhlmusik die Bildung von Immunglobulin A (IgA) anregt und so möglicherweise Erkältungen vorbeugt.                                                                                                 |      |
| Meteorologie  | Bernard Vonnegut | Vereinigte Staaten           | von der University at Albany für seinen enthüllenden Bericht Hühnerrupfen als Maß für Windgeschwindigkeiten in Tornados. |      |
| Physik        | John Bockris | Südafrika Vereinigte Staaten | von der Texas A&M University für seine umfassenden Leistungen in den Forschungsgebieten der kalten Fusion, der Goldsynthese und der elektrochemischen Entzündung von Hausmüll.                                                                  |      |
| Wirtschaft    | Akihiro Yokoi von der Firma Wiz aus Chiba und Aki Maita von Bandai aus Tokio                                                                           | Japan                        | Vater und Mutter des Tamagotchi, für die Umleitung von Millionen von Arbeitsstunden in die Pflege virtueller Haustiere. |      |

## 1998
| Kategorie          | Preisträger | Land                      | Begründung | Bild |
| ------------------ | --- | ------------------------- | --- | ---- |
| Bildung            | Dolores Krieger | Vereinigte Staaten        | emeritierte Professorin der New York University für ihre Demonstration der Vorzüge der therapeutischen Berührung, einer Methode, bei der Krankenschwestern die Energiefelder ihrer Patienten beeinflussen, indem sie sorgfältig jede Berührung mit ihnen vermeiden. |      |
| Biologie           | Peter Fong | Vereinigte Staaten        | vom Gettysburg College für seinen Beitrag zur Lebensfreude von Muscheln, indem er ihnen Antidepressiva verabreichte. |      |
| Chemie             | Jacques Benveniste | Frankreich                | für seine homöopathische Entdeckung, dass Wasser nicht nur über ein Erinnerungsvermögen verfügt, sondern dass diese Information über Telefonleitungen oder das Internet übertragen werden kann (siehe auch Benvenistes Ehrung 1991).                                |      |
| Frieden            | Die Premierminister von Indien, Atal Bihari Vajpayee, und Pakistan, Nawaz Sharif                                                   | Indien Pakistan           | für ihre militant friedlichen Kernwaffenexplosionen. |      |
| Literatur          | Mara Sidoli | Vereinigte Staaten        | aus Washington, D.C. für ihren erleuchtenden Bericht Furzen als Verteidigung gegen unaussprechliche Furcht. |      |
| Medizin            | Patient Y und seine Ärzte, Caroline Mills, Meirion Llewelyn, David Kelly und Peter Holt vom Royal Gwent Hospital in Newport, Wales | Vereinigtes Königreich    | für ihren warnenden medizinischen Bericht Ein Mann, der sich in den Finger stach und fünf Jahre faulig stank. |      |
| Physik             | Deepak Chopra | Indien Vereinigte Staaten | vom Chopra Center for Well Being in La Jolla für seine einzigartige Interpretation der Quantenphysik und ihre Auswirkungen auf Leben, Freiheit und wirtschaftlichen Erfolg.                                                                                         |      |
| Sicherheitstechnik | Troy Hurtubise | Kanada                    | aus North Bay (Ontario) für Entwicklung und Test (im Selbstversuch) einer Rüstung, die Grizzlybären standhält. |      |
| Statistik          | Jerald Bain vom Mt. Sinai Hospital in Toronto und Kerry Siminoski von der University of Alberta                                    | Kanada                    | für ihren maßvollen Report Das Verhältnis zwischen Körpergröße, Penislänge und Schuhgröße. |      |
| Wirtschaft         | Richard Seed | Vereinigte Staaten        | aus Chicago für seine Bemühungen, die Weltwirtschaft durch Klone seiner selbst und anderer anzufachen. |      |

## 1999
| Kategorie       | Preisträger | Land                                              | Begründung | Bild |
| --------------- | --- | ------------------------------------------------- | --- | ---- |
| Apparatemedizin | George und Charlotte Blonsky aus New York City und San José                                                                | Vereinigte Staaten                                | für die Erfindung eines Geräts (US-Patent #3.216.423) zur Geburtshilfe, bei dem die Frau auf einen runden Tisch geschnallt wird, der dann mit hoher Geschwindigkeit rotiert. |      |
| Bildung         | Bildungsausschüsse der US-Bundesstaaten Kansas und Colorado                                                                | Vereinigte Staaten                                | für ihre Richtlinie, dass Schüler der Darwinschen Evolutionstheorie nicht mehr Glauben schenken sollten als der Newtonschen Gravitationstheorie, der Theorie des Elektromagnetismus von Faraday und Maxwell oder der Pasteurschen Theorie, dass Bakterien Krankheiten verursachen. |      |
| Biologie        | Paul Bosland | Vereinigte Staaten                                | Direktor des Chile Pepper Institutes der New Mexico State University für die Züchtung eines Jalapeño-Chili ohne Schärfe. |      |
| Chemie          | Takeshi Makino, Präsident der The Safety Detective Agency in Osaka                                                         | Japan                                             | für seinen Beitrag zur Entwicklung von S-Check, einem Untreue-Erkennungs-Spray, das Ehefrauen auf der Unterwäsche ihrer Partner anwenden können. |      |
| Frieden         | Charl Fourie und Michelle Wong                                                                                             | Südafrika                                         | aus Johannesburg für die Erfindung einer Alarmanlage für Autos, bestehend aus einer Erkennungsschaltung und einem Flammenwerfer. |      |
| Literatur       | British Standards Institution                                                                                              | Vereinigtes Königreich                            | für ihre sechs Seiten umfassende Norm BS-6008 über das korrekte Aufbrühen einer Tasse Tee. |      |
| Medizin         | Arvid Vatle | Norwegen                                          | aus Stord für die sorgfältige Sammlung, Klassifikation und Betrachtung, in welchen Behältern seine Patienten Urinproben bei ihm abgaben. |      |
| Physik          | Len Fisher | Vereinigtes Königreich Australien                 | aus Bath und Sydney für die Berechnung der optimalen Art, einen Keks zu tunken und |      |
| Physik          | Professor Jean-Marc Vanden-Broeck von der University of East Anglia (England) aus Belgien und Joseph B. Keller aus den USA | Vereinigtes Königreich Belgien Vereinigte Staaten | für die Berechnung einer Teekanne, deren Tülle nicht tropft. |      |
| Soziologie      | Steve Penfold | Kanada                                            | von der York University in Toronto, für eine Doktorarbeit über die Soziologie kanadischer Donut-Läden. |      |
| Umweltschutz    | Hyuk-ho Kwon | Südkorea                                          | von der Firma Kolon aus Seoul für die Erfindung des selbstparfümierenden Straßenanzugs. |      |

## 2000
| Kategorie   | Preisträger | Land                       | Begründung | Bild |
| ----------- | --- | -------------------------- | --- | ---- |
| Biologie    | Richard Wassersug |                            | von der Dalhousie University, für seinen Bericht aus erster Hand Über die vergleichbare Schmackhaftigkeit von einigen Trockenzeit-Kaulquappen in Costa Rica. |      |
| Chemie      | Donatella Marazziti, Alessandra Rossi und Giovanni B. Cassano von der Universität Pisa, Italien, und Hagop S. Akiskal von der University of California, San Diego | Italien Vereinigte Staaten | für ihre Entdeckung, dass romantische Liebe biochemisch nicht von Zwangsstörungen zu unterscheiden ist. |      |
| Frieden     | Die britische Royal Navy | Vereinigtes Königreich     | für den Befehl an ihre Soldaten, keine scharfe Munition mehr zu verwenden, sondern stattdessen lediglich „Peng!“ zu rufen. |      |
| Gesundheit  | Jonathan Wyatt, Gordon McNaughton und William Tullet aus Glasgow                                                                                                  | Vereinigtes Königreich     | für ihren alarmierenden Bericht Der Zusammenbruch von Toiletten in Glasgow. |      |
| Informatik  | Chris Niswander | Vereinigte Staaten         | aus Tucson, Arizona, für die Erfindung von PawSense, einer Software, die erkennt, wenn eine Katze über die Tastatur läuft. |      |
| Literatur   | Jasmuheen (ehemals Ellen Greve) | Australien                 | Erfinderin des Lichtfastens, für ihr Buch Living on Light, das erklärt, dass manche Menschen Nahrung zu sich nehmen, die sie gar nicht essen müssen. |      |
| Medizin     | Willibrord Weijmar Schultz, Pek van Andel und Eduard Mooyaart aus Groningen, Niederlande und Ida Sabelis aus Amsterdam                                            | Niederlande                | für ihren schillernden Bericht Kernspintomographie der männlichen und weiblichen Genitalien während des Koitus und der weiblichen sexuellen Erregung. |      |
| Physik      | Andre Geim von der Radboud-Universität Nijmegen, Niederlande, und Michael Berry von der University of Bristol, England                                            |                            | für die Verwendung eines Magneten, um einen Frosch zum Schweben zu bringen. |      |
| Psychologie | David Dunning von der Cornell University und Justin Kruger von der University of Illinois                                                                         |                            | für die Studie Ungebildet und ahnungslos davon. Wie Schwierigkeiten, die eigene Inkompetenz wahrzunehmen, zu übersteigerter Selbsteinschätzung führen. (Dunning-Kruger-Effekt) |      |
| Wirtschaft  | Reverend Sun Myung Moon |                            | für die Förderung der Leistungsfähigkeit und das unveränderliche Wachstum der Massen-Hochzeits-Industrie, mit, nach einem Bericht, einer 36-fachen Hochzeit 1960, einer 430-fachen Hochzeit 1968, einer 1800-fachen Hochzeit 1975, einer 6000-fachen Hochzeit 1982, einer 30.000-fachen Hochzeit 1992, einer 360.000-fachen Hochzeit 1995 und einer 36.000.000-fachen Hochzeit 1997. |      |

## 2001
| Kategorie   | Preisträger                                                                                               | Land       | Begründung | Bild |
| ----------- | --- | ---------- | --- | ---- |
| Astrophysik | Jack und Rexella Van Impe                                                                                 |            | von Jack Van Impe Ministries, Rochester Hills, Michigan, für ihre Entdeckung, dass schwarze Löcher alle Voraussetzungen erfüllen, der Ort der Hölle zu sein.                             |      |
| Biologie    | Buck Weimer                                                                                               |            | aus Pueblo (Colorado) für die Erfindung von Under-Ease, einer luftdichten Unterwäsche mit austauschbarem Aktivkohlefilter, der üble Gerüche entfernt, bevor sie entfleuchen können.      |      |
| Frieden     | Viliumas Malinauskas                                                                                      |            | aus Druskininkai (Litauen), für die Gründung eines Vergnügungsparks namens „Stalin World“.                                                                                               |      |
| Gesundheit  | Chittaranjan Andrade und B. S. Srihari                                                                    |            | vom nationalen Institut für Geisteskrankheiten und Neurowissenschaften in Bengaluru für ihre Entdeckung, dass Nasenbohren unter Jugendlichen weit verbreitet ist.                        |      |
| Literatur   | John Richards                                                                                             |            | aus Boston (England), Gründer der Apostrophe Protection Society, für seine Bemühungen, den Unterschied zwischen Plural und Genitiv (im Englischen) zu schützen, fördern und verteidigen. |      |
| Medizin     | Peter Barss                                                                                               |            | von der McGill University für seinen einschlägigen Report Verletzungen durch fallende Kokosnüsse.                                                                                        |      |
| Physik      | David Schmidt                                                                                             |            | von der University of Massachusetts für seine Teillösung der Frage, warum Duschvorhänge nach innen wallen.                                                                               |      |
| Psychologie | Lawrence W. Sherman                                                                                       |            | von der Miami University (Ohio) für seinen einflussreichen Forschungsbericht Eine Umweltstudie über Schadenfreude unter Kleingruppen von Vorschulkindern.                                |      |
| Technik     | John Keogh aus Hawthorn, Victoria (Australien)                                                            | Australien | zu gleichen Teilen für die Anmeldung des Rades zum Patent im Jahre 2001 und |      |
| Technik     | das australische Patentamt                                                                                | Australien | das ihm Patent #2001100012 ausstellte. |      |
| Wirtschaft  | Joel Slemrod von der Michigan Business School und Wojciech Kopczuk von der University of British Columbia |            | für ihre Schlussfolgerung, dass Menschen ihr Ableben verschieben, wenn dadurch weniger Erbschaftsteuer anfällt.                                                                          |      |

## 2002
| Kategorie                   | Preisträger | Land                                                                                          | Begründung | Bild |
| --------------------------- | --- | --------------------------------------------------------------------------------------------- | --- | ---- |
| Biologie                    | Norma E. Bubier, Charles G. M. Paxton, Phil Bowers und D. Charles Deeming | Vereinigtes Königreich                                                                        | für ihren Bericht Das Balzverhalten des Straußes gegenüber Menschen unter ländlichen Bedingungen in Großbritannien.                                                                                                  |      |
| Chemie                      | Theodore Gray |                                                                                               | vom Wolfram Forschungslabor in Champaign (Illinois), für die Sammlung von sehr vielen Elementen des Periodensystems und die Konstruktion eines „vierbeinigen“ Periodensystem-Tisches (engl. „periodic table table“). |      |
| Frieden                     | Keita Sato, der Präsident der Takara Co., Matsumi Suzuki, Präsident des Japan Acoustic Lab und Norio Kogure, Executive Director des Kogure Veterinary Hospital |                                                                                               | für ihren Einsatz für Frieden und Harmonie zwischen den Arten durch die Entwicklung der Sprache Bow-Lingual, einer computerbasierten Übersetzungshilfe für die Sprache des Hundes.                                   |      |
| Hygiene                     | Eduardo Segura | Spanien                                                                                       | aus Tarragona in Katalonien (Spanien) für die Entwicklung einer Waschmaschine für Hunde und Katzen. |      |
| Interdisziplinäre Forschung | Karl Kruszelnicki |                                                                                               | von der Universität Sydney für seine umfassende Studie über Bauchnabelfussel. |      |
| Literatur                   | Vicki L. Silvers von der University of Nevada, Reno und David S. Kreiner von der Central Missouri State University |                                                                                               | für ihren farbigen Bericht Die Auswirkungen bestehender unsachgemäßer Textmarkierungen auf das Leseverständnis (The Effects of Pre-Existing Inappropriate Highlighting on Reading Comprehension).                    |      |
| Mathematik                  | K. P. Sreekumar und G. Nirmalan |                                                                                               | von der Kerala Agricultural University in Indien für ihre analytische Darstellung Einschätzungen zur Gesamtoberfläche bei Indischen Elefanten.                                                                       |      |
| Medizin                     | Chris McManus |                                                                                               | von der University of London für seinen ausgewogenen Bericht über Asymmetrie der Hoden beim Menschen und bei antiken Skulpturen.                                                                                     |      |
| Physik                      | Arnd Leike | Deutschland                                                                                   | von der Ludwig-Maximilians-Universität München für die Demonstration, dass Bierschaum den Gesetzen des exponentiellen Zerfalls unterliegt.                                                                           |      |
| Wirtschaft                  | Die Ausführenden, corporate directors und Auditoren von Enron, Lernout & Hauspie (Belgien), Adelphia, Bank of Credit and Commerce International (BCCI) (Pakistan), Cendant, CMS Energy, Duke Energy, Dynegy, Gazprom, Global Crossing, HIH Insurance (Australien), Informix, Kmart, Maxwell Communications, McKessonHBOC, Merrill Lynch, Merck & Co., Peregrine Systems, Qwest Communications, Reliant Resources, Rent-Way, Rite Aid, Sunbeam Products, Tyco International, Waste Management, MCI Worldcom, Xerox und Arthur Andersen | Belgien Vereinigte Staaten Pakistan Russland Bermuda Australien Vereinigtes Königreich Irland | für die Nutzung imaginärer Zahlen in der Wirtschaftswelt. |      |

## 2003
| Kategorie                   | Preisträger | Land                       | Begründung | Bild |
| --------------------------- | --- | -------------------------- | --- | ---- |
| Biologie                    | C. W. Moeliker | Niederlande                | vom Naturkundemuseum Rotterdam, für den ersten wissenschaftlich dokumentierten Fall von homosexueller Nekrophilie bei der Stockente (Anas platyrhynchos). |      |
| Chemie                      | Yukio Hirose | Japan                      | von der Universität Kanazawa für die Erforschung einer Statue in der Innenstadt von Kanazawa und der auf den Ergebnissen basierenden Entwicklung einer Bronzelegierung, die Tauben aufgrund ihres hohen Arsengehalts abschreckt. |      |
| Frieden                     | Lal Bihari | Indien                     | aus Uttar Pradesh (Indien) für eine Dreifachleistung. 1. Dafür, dass er aktiv lebte, obwohl er offiziell für tot erklärt wurde, 2. Für seine lebendige und postume Kampagne gegen bürokratische Trägheit und Gier von Angehörigen sowie 3. für die Gründung des Mritak Sangh (Verein für tote Menschen). |      |
| Ingenieurwesen              | John Paul Stapp, Edward A. Murphy und George Nichols                                                                                   |                            | für die Entwicklung von Murphys Gesetz: If there are two or more ways to do something, and one of those ways can result in a catastrophe, someone will do it (auf Deutsch: „Wenn es zwei oder mehr Wege gibt, etwas zu tun, und einer der Wege zu einer Katastrophe führt, dann wird jemand genau diesen Weg einschlagen.“ Oftmals wird dies auch so übersetzt: „Falls irgendetwas schiefgehen kann, wird es das.“). |      |
| Interdisziplinäre Forschung | Stefano Ghirlanda, Liselotte Jansson und Magnus Enquist                                                                                |                            | von der Universität Stockholm für ihren Bericht Hühner bevorzugen schöne Menschen. |      |
| Literatur                   | John Trinkaus von der Zicklin School of Business, New York                                                                             |                            | für die Sammlung und Veröffentlichung von mehr als 80 Störungen und Anomalien im täglichen Leben. Als Beispiele veröffentlichte er den Prozentsatz der Jugendlichen, die ihre Baseballkappe verkehrt herum aufsetzen, wie viel Prozent von Schwimmern am falschen Ende des Pools ihre Kurven schwimmen und wie viel Prozent der Autofahrer an einem bestimmten Stoppschild nicht ganz zum Halten kommen.             |      |
| Medizin                     | Eleanor Maguire, David Gadian, Ingrid Johnsrude, Catriona Good, John Ashburner, Richard Frackowiak und Christopher Frith               |                            | aus London für den von ihnen gebrachten Beweis, dass die Gehirne von Londoner Taxifahrern besser entwickelt sind als die ihrer Mitbewohner. |      |
| Physik                      | Jack Harvey, John Culvenor, Warren Payne, Steve Cowley, Michael Lawrance, David Stuart und Robyn Williams                              | Australien                 | für ihren unglaublichen Bericht Eine Analyse der Kräfte, die benötigt werden, um Schafe über verschiedene Oberflächen zu schleppen. |      |
| Psychologie                 | Gian Vittorio Caprara und Claudio Barbaranelli von der Universität La Sapienza, Rom, sowie Philip Zimbardo von der Stanford University | Italien Vereinigte Staaten | für ihren Bericht Die einzigartig simple Persönlichkeit von Politikern. |      |
| Wirtschaft                  | Karl Schwärzler und das Land Liechtenstein                                                                                             | Liechtenstein              | für die Ermöglichung, das ganze Land für Veranstaltungen wie Geburtstage, Hochzeiten oder Bar Mitzwa zu mieten. |      |

## 2004
| Kategorie              | Preisträger | Land               | Begründung | Bild |
| ---------------------- | --- | ------------------ | --- | ---- |
| Biologie               | Ben Wilson von der University of British Columbia, Lawrence Dill von der Simon Fraser University, Kanada, Robert Batty von der Scottish Association for Marine Science, Magnus Whalberg von der Universität Aarhus, Dänemark, und Hakan Westerberg von Schwedens National Board of Fisheries |                    | für das Aufzeigen, dass Heringe offenbar mittels Fürzen miteinander kommunizieren. |      |
| Chemie                 | Coca-Cola-Gesellschaft Großbritannien |                    | für die Nutzung von Hochtechnologie, um Flüssigkeit aus der Themse in eine durchsichtige Form von Wasser zu verwandeln, die aus Vorsichtsgründen vom Markt genommen werden musste, weil Bromate enthalten waren.                                       |      |
| Frieden                | Daisuke Inoue | Japan              | aus der Präfektur Hyōgo, Japan, für die Erfindung von Karaoke, wobei er gleichzeitig einen völlig neuen Weg geschaffen hat, bei dem Menschen lernen, sich gegenseitig zu tolerieren.                                                                   |      |
| Literatur              | American Nudist Research Library of Kissimmee, Florida | Vereinigte Staaten | für die Erhaltung der Geschichte der Nudisten, so dass jedermann sie sehen kann. |      |
| Medizin                | Steven Stack von der Wayne State University, Detroit, USA und James Gundlach von der Auburn University, USA |                    | für ihren Bericht über die Effekte von Country-Musik auf Selbstmörder. |      |
| Öffentliche Gesundheit | Jillian Clarke |                    | von der Chicago High School for Agricultural Sciences, später Howard University, für das experimentelle Widerlegen der 5-Sekunden-Regel, welche besagt, dass man Dinge, die keine fünf Sekunden auf dem Boden gelegen haben, durchaus noch essen kann. |      |
| Physik                 | Ramesh Balasubramaniam von der Universität Ottawa und Michael Turvey von der University of Connecticut und dem Haskins Laboratory |                    | für die Erklärung und Erforschung der unterschiedlichen Faktoren beim Hula-Hoop. |      |
| Psychologie            | Daniel Simons von der University of Illinois und Christopher Chabris von der Harvard University |                    | für die Demonstration, dass Personen nahezu alles übersehen können, wenn sie etwas genaue Aufmerksamkeit widmen – selbst einen Mann in einem Gorillakostüm.                                                                                            |      |
| Technik                | Donald J. Smith und sein Vater, der verstorbene Frank J. Smith |                    | für das Patent für eine Technik, die bei Haarausfall mit mehreren Strähnen eine Halbglatze kaschiert, später als Comb-Over bezeichnet. |      |
| Wirtschaft             | Vatikan |                    | für das Outsourcing von Gebeten nach Indien. |      |

## 2005
| Kategorie                 | Preisträger | Land                                 | Begründung | Bild                                                |
| ------------------------- | --- | ------------------------------------ | --- | --------------------------------------------------- |
| Biologie                  | Benjamin Smith von der University of Adelaide und der University of Toronto und die Parfümhersteller Firmenich, Genf, und ChemComm Enterprises, Archamps (Frankreich); Craig Williams von der James Cook University und der University of South Australia; Michael Tyler von der University of Adelaide; Brian Williams von der University of Adelaide; und Yoji Hayasaka vom Australian Wine Research Institute | Kanada Schweiz Frankreich Australien | für die Untersuchung der Gerüche von 131 verschiedenen Froscharten unter Stress. |                                                     |
| Chemie                    | Edward Cussler von der University of Minnesota und Brian Gettelfinger von der University of Minnesota und der University of Wisconsin–Madison |                                      | für eine Reihe von Experimenten zum Vergleich der menschlichen Schwimmgeschwindigkeit in Wasser und Sirup. |                                                     |
| Ernährung                 | Nakamatsu Yoshirō | Japan                                | aus Tokio für die Idee, täglich seine Mahlzeiten zu fotografieren und zu analysieren und deren Durchführung seit mittlerweile 34 Jahren.                                                                                              |                                                     |
| Frieden                   | Claire Rind und Peter Simmons | Vereinigtes Königreich               | von der Newcastle University für die Erforschung der Hirnströme von Heuschrecken beim Star-Wars-Betrachten. |                                                     |
| Landwirtschaftsgeschichte | James Watson | Neuseeland                           | von der Massey University (Neuseeland) für die Untersuchung der Signifikanz der explodierenden Hosen von Mr. Richard Buckley. |                                                     |
| Literatur                 | Eine Gruppe nigerianischer Existenzgründer | Nigeria                              | für das Schreiben herzzerreißender Geschichten, deren Hauptpersonen stets nur einen kleinen Betrag benötigen, um ihre Ansprüche auf unglaubliche Reichtümer durchsetzen zu können, und die Verbreitung dieser Geschichten via E-Mail. |                                                     |
| Medizin                   | Gregg A. Miller | Vereinigte Staaten                   | aus Oak Grove, Missouri, für die Erfindung von Neuticles (zu Deutsch etwa „Kastroden“), d. h. Prothesen für Hundehoden in drei Größen und drei Härtegraden.                                                                           | Gregg Miller (2006)                                 |
| Physik                    | John Mainstone und Thomas Parnell |                                      | von der University of Queensland für die ununterbrochene Beobachtung von tropfendem Teer seit 1927 – ein Tropfen pro neun Jahre, bisher neun Tropfen, der letzte fiel 2014.                                                           | John Mainstone mit dem Pechtropfenexperiment (1990) |
| Strömungslehre            | Victor Benno Meyer-Rochow von der Jacobs University Bremen (ehemals International University Bremen) und der Universität Oulu; und Jozsef Gal von der Loránd-Eötvös-Universität, Ungarn | Deutschland Finnland Ungarn          | für die Anwendung physikalischer Gesetze zur Berechnung der Druckverhältnisse in kotenden Pinguinen. |                                                     |
| Wirtschaft                | Gauri Nanda |                                      | vom Massachusetts Institute of Technology, für die Erfindung eines rollenden und sich wiederholt selbst versteckenden Weckers. (Clocky)                                                                                               |                                                     |

## 2006
| Kategorie    | Preisträger | Land    | Begründung | Bild                      |
| ------------ | --- | ------- | --- | ------------------------- |
| Akustik      | D. Lynn Halpern von Harvard Vanguard Medical Associates, der Brandeis University und der Northwestern University, Randolph Blake von der Vanderbilt University und der Northwestern University und James Hillenbrand von der Western Michigan University und der Northwestern University |         | für Experimente zur Erhellung der Ursachen, warum Menschen das Geräusch von über Tafeln kratzenden Fingernägeln ungern hören. |                           |
| Biologie     | Bart Knols von der Universität Wageningen, Niederlande und dem National Institute for Medical Research in Ifakara, Tansania und der Internationalen Atomenergieorganisation in Wien, sowie Ruurd de Jong von der Universität Wageningen und von Santa Maria degli Angeli, Italien        |         | für den Nachweis, dass Malaria übertragende weibliche Moskitos (Anopheles gambiae) von Limburger Käse in gleicher Weise angezogen werden wie vom Geruch menschlicher Füße. |                           |
| Chemie       | Antonio Mulet, José Javier Benedito und José Bon von der Polytechnischen Universität Valencia, Spanien und Carmen Rosselló von der Universität der Balearen in Palma, Spanien | Spanien | für ihre Studie Geschwindigkeit von Ultraschall-Wellen in Cheddar-Käse unter Einfluss der Temperatur. |                           |
| Ernährung    | Wasmia Al-Houty von der Kuwait University und Faten Al-Mussalam von der Kuwait Environment Public Authority |         | für den Beweis, dass Mistkäfer Feinschmecker sind. |                           |
| Frieden      | Howard Stapleton |         | aus Merthyr Tydfil, Wales, für die Erfindung eines Geräts, das hochfrequente Töne aussendet, die nur für Jugendliche, nicht aber Erwachsene hörbar sind, und für die spätere Benutzung dieser Technologie zur Erzeugung von Telefonklingeltönen, die ebenfalls nur von Jugendlichen, nicht aber ihren Lehrern gehört werden.           |                           |
| Literatur    | Daniel M. Oppenheimer |         | von der Princeton University für seinen Bericht Consequences of Erudite Vernacular Utilized Irrespective of Necessity: Problems with Using Long Words Needlessly über Probleme mit der unnötigen Verwendung langer Wörter. |                           |
| Mathematik   | Nic Svenson und Piers Barnes |         | von der Australian Commonwealth Scientific and Research Organization, für die Berechnung der Anzahl an Fotos, die aufgenommen werden müssen, um sicherzustellen, dass (fast) niemand in einer Gruppe die Augen geschlossen hat. |                           |
| Medizin      | Francis M. Fesmire |         | von der University of Tennessee, College of Medicine, für seinen medizinischen Fallbericht Beendigung von unbehandelbarem Schluckauf durch rektale Fingermassage und Majed Odeh, Harry Bassan und Arie Oliven vom Bnai Zion Medical Center, Haifa, Israel, für ihren nachfolgenden Fallbericht, der unter dem gleichen Titel erschien. | Francis M. Fesmire (2008) |
| Ornithologie | Ivan R. Schwab von der University of California, Davis und Philip R.A. May d. Ä. von der University of California, Los Angeles |         | für die Beantwortung der wichtigen Frage, warum Spechte keine Kopfschmerzen bekommen. |                           |
| Physik       | Basile Audoly und Sebastien Neukirch |         | von der Universität Pierre und Marie Curie in Paris, für ihre Einblicke in das Phänomen, dass trockene Spaghetti bei Biegung meist in mehr als zwei Teile zerbrechen. |                           |

## 2007
| Kategorie  | Preisträger                                                                 | Land        | Begründung | Bild                 |
| ---------- | --------------------------------------------------------------------------- | ----------- | --- | -------------------- |
| Biologie   | Johanna van Bronswijk                                                       | Niederlande | für die Ausführung einer Volkszählung aller Milben, Insekten, Spinnen, Farne und Pilze, die (so der Titel der Studie) „unsere Betten“ bewohnen (for doing a census of all the mites, insects, spiders, pseudoscorpions, crustaceans, bacteria, algae, ferns and fungi with whom we share our beds each night.) |                      |
| Chemie     | Mayu Yamamoto                                                               | Japan       | für das Entwickeln einer Methode zur Vanilleduft-Extraktion aus Kuhdung. |                      |
| Ernährung  | Brian Wansink                                                               |             | der Cornell-Universität für die Erforschung der Grenzen des menschlichen Appetites durch das Füttern von Freiwilligen mithilfe einer sich selbst nachfüllenden, bodenlosen Suppenschüssel. | Brian Wansink (1998) |
| Frieden    | Wright-Laboratorium der U.S. Air Force                                      |             | weil es Forschungsarbeiten über chemische Waffen angeregt hatte, welche gegnerische Truppen schwul machen sollten (siehe auch Sex Bomb). |                      |
| Linguistik | Ein Team der Universität von Barcelona                                      |             | für den Nachweis, dass Ratten nicht in der Lage sind, eine Person, die japanisch rückwärts spricht, von einer Person, welche niederländisch rückwärts spricht, zu unterscheiden. |                      |
| Literatur  | Glenda Browne                                                               |             | aus Blaxland (Blue Mountains, Australien), für ihre Untersuchung des Wortes „the“ und wie es die Leute dabei verwirrt, Dinge in eine alphabetische Reihenfolge zu bringen. |                      |
| Luftfahrt  | Einem Team der Universität von Quilmes, Argentinien                         |             | für die Entdeckung, dass Viagra Hamstern hilft, sich von einem Jetlag zu erholen. |                      |
| Medizin    | Brian Witcombe der Gloucestershire Royal NHS Foundation Trust und Dan Meyer |             | für deren sondierende Arbeit über die gesundheitlichen Folgen des Säbelschluckens. | Dan Meyer (2013)     |
| Physik     | Ein US-chilenisches Team                                                    |             | welches das Problem untersuchte, wie Laken zerknittert werden. |                      |
| Wirtschaft | Kuo Cheng Hsieh                                                             | Taiwan      | für die Entwicklung einer Apparatur, welche Bankräuber fängt, indem ein Netz über diesen abgeworfen wird. |                      |

## 2008
| Kategorie                | Preisträger                                                                                    | Land                      | Begründung | Bild                   |
| ------------------------ | ---------------------------------------------------------------------------------------------- | ------------------------- | --- | ---------------------- |
| Archäologie              | Astolfo Gomes de Mello Araujo und Jose Carlos Marcelino                                        |                           | für ihren experimentellen Beweis, dass Gürteltiere archäologische Fundstätten durcheinander bringen können.                                                                         |                        |
| Biologie                 | Marie-Christine Cadiergues, Christel Joubert und Michel Franc                                  |                           | für die Entdeckung, dass Hundeflöhe höher springen als Flöhe, die auf Katzen leben.                                                                                                 |                        |
| Chemie                   | Sheree Umpierre, Joseph Hill und Deborah Anderson                                              |                           | für ihre Entdeckung, dass Coca-Cola ein effektives Spermizid ist, und |                        |
| Chemie                   | C. Y. Hong, C. C. Shieh, P. Wu und B. N. Chiang                                                |                           | für ihren Beweis, dass es keines ist. |                        |
| Ernährung                | Massimiliano Zampini und Charles Spence                                                        |                           | für ihren Hinweis, dass Kartoffelchips frischer und knuspriger erscheinen, wenn sie beim Kauen ansprechender oder lauter klingen.                                                   |                        |
| Frieden                  | Schweizerische Ethikkommission über Biotechnologie und die Bürger der Schweiz                  | Schweiz                   | für den Gesetzesbegriff der Würde der Kreatur, der Pflanzen einschließt. |                        |
| Kognitive Wissenschaften | Toshiyuki Nakagaki, Hiroyasu Yamada, Ryo Kobayashi, Atsushi Tero, Akio Ishiguro und Agota Toth |                           | für ihren Hinweis, dass Schleimpilze ein Labyrinth durchqueren können. |                        |
| Literatur                | David Sims                                                                                     |                           | für seine Studie: Du Bastard: Eine erzählerische Erkundung der Empörung in Organisationen.                                                                                          |                        |
| Medizin                  | Dan Ariely                                                                                     | Israel Vereinigte Staaten | für seine Demonstration, dass teure Placebos besser wirken als billige. |                        |
| Physik                   | Dorian Raymer und Douglas Smith                                                                |                           | für ihren Beweis, dass sich Haufen von Fäden oder Haaren so oder so verwirren. |                        |
| Wirtschaft               | Geoffrey Miller, Joshua Tybur und Brent Jordan                                                 |                           | weil sie aufzeigten, dass die Trinkgelder erotischer Tänzerinnen vom Menstruationszyklus abhängig sind, und dass sie am höchsten ausfallen, wenn die Tänzerin am fruchtbarsten ist. | Geoffrey Miller (2019) |

## 2009
| Kategorie   | Preisträger | Land                   | Begründung | Bild                    |
| ----------- | --- | ---------------------- | --- | ----------------------- |
| Biologie    | Fumiaki Taguchi, Song Guofu und Zhang Guanglei                                                                                          | Japan                  | der Kitasato University in Sagamihara (Japan) für die Demonstration, dass die Masse von Küchenabfällen unter der Verwendung von Bakterien aus dem Kot von Großen Pandas um mehr als 90 % reduziert werden kann. |                         |
| Chemie      | Javier Morales, Miguel Apatiga und Victor M. Castano                                                                                    |                        | der Universidad Nacional Autónoma de México (Mexiko) für die Herstellung von Diamanten aus Flüssigkeiten, insbesondere aus Tequila. |                         |
| Frieden     | Stephan Bolliger, Steffen Ross, Lars Oesterhelweg, Michael Thali und Beat P. Kneubuehl                                                  |                        | der Universität Bern (Schweiz) für die experimentelle Untersuchung der Frage, ob es besser ist, eine volle oder eine leere Bierflasche auf dem Kopf zertrümmert zu bekommen. Das Ergebnis: Ein Schädeltrauma bekommt man in beiden Fällen, weniger schwerwiegend für die Gesundheit ist aber die volle Flasche, da diese früher bricht. |                         |
| Gesundheit  | Elena N. Bodnar, Raphael C. Lee und Sandra Marijan                                                                                      | Vereinigte Staaten     | aus Chicago (USA) für die Entwicklung eines BHs, der im Notfall in zwei Atemschutzmasken umgewandelt werden kann, die somit immer griffbereit sind. |                         |
| Literatur   | Der irischen Polizei | Irland                 | für das Ausstellen von mehr als 50 Strafzetteln für Herrn Prawo Jazdy, den größten Verkehrssünder des Landes, dessen Name die polnische Bezeichnung für „Führerschein“ ist. |                         |
| Mathematik  | Gideon Gono | Simbabwe               | Direktor der Zentralbank von Simbabwe, für eine „einfache und alltägliche Möglichkeit“ zur Übung des Umgangs mit Zahlen aus einem großen Zahlenbereich, durch die Ausgabe von Geldscheinen mit Werten von einem Cent (0,01 $) bis hin zu einhundert Billionen Simbabwe-Dollar (100.000.000.000.000 $).                                  | Gideon Gono (2008)      |
| Medizin     | Donald L. Unger | Vereinigte Staaten     | aus Kalifornien (USA) für die Untersuchung, ob tägliches Fingerknacken über 50 Jahre hinweg Arthrose in der Hand verursacht. Er knackte dazu 60 Jahre lang regelmäßig mit den Fingern seiner linken, nicht aber seiner rechten Hand. Arthrose bekam er in beiden Händen nicht.                                                          |                         |
| Physik      | Katherine K. Whitcome der University of Cincinnati, Daniel Lieberman der Harvard University und Liza J. Shapiro der University of Texas | Vereinigte Staaten     | für die rechnerische Begründung, warum schwangere Frauen nicht vorne überkippen. | Daniel Lieberman (2012) |
| Tiermedizin | Catherine Douglas und Peter Rowlinson                                                                                                   | Vereinigtes Königreich | von der Newcastle University (Vereinigtes Königreich) für den Nachweis, dass Kühe mit individuellen Namen im Schnitt jährlich um 250 Liter mehr Milch liefern als Kühe ohne Namen. |                         |
| Wirtschaft  | Dem Management der vier isländischen Banken (Kaupthing Bank, Landsbanki, Glitnir und Isländische Zentralbank)                           | Island                 | für ihre Demonstration, dass kleine Geldinstitute sehr schnell in große Geldinstitute umgewandelt werden können, dass dieser Vorgang reversibel ist und ähnliches auch für komplette Volkswirtschaften gilt. |                         |

## 2010
| Kategorie        | Preisträger | Land | Begründung | Bild                 |
| ---------------- | --- | ---- | --- | -------------------- |
| Biologie         | Libiao Zhang, Min Tan, Guangjian Zhu, Jianping Ye, Tiyu Hong, Shanyi Zhou und Shuyi Zhang aus China und Gareth Jones von der University of Bristol (Vereinigtes Königreich)                             |      | für die wissenschaftliche Dokumentation von Oralverkehr bei Fruchtfledermäusen. |                      |
| Chemie           | Eric Adams vom MIT, Scott Socolofsky von der Texas A&M University, Stephen Masutani von der University of Hawaii und BP                                                                                 |      | für die Widerlegung des alten Glaubens, dass Öl und Wasser sich nicht mischen. |                      |
| Frieden          | Richard Stephens, John Atkins und Andrew Kingston |      | von der Keele University (Vereinigtes Königreich) für die Bestätigung der weit verbreiteten Annahme, dass Fluchen Schmerzen lindert.                                                                                |                      |
| Gesundheit       | Manuel Barbeito, Charles Mathews und Larry Taylor |      | vom Industrial Health and Safety Office, Fort Detrick, Maryland (USA) für den Beweis per Experiment, dass Mikroben sich an bärtige Wissenschaftler klammern.                                                        |                      |
| Ingenieurwesen   | Karina Acevedo-Whitehouse und Agnes Rocha-Gosselin von der Zoologischen Gesellschaft London (Vereinigtes Königreich) und Diane Gendron vom Instituto Politécnico Nacional, Baja California Sur (Mexiko) |      | für die Perfektionierung einer Methode, mit Hilfe eines ferngesteuerten Helikopters Wal-Rotz zu sammeln. |                      |
| Management       | Alessandro Pluchino, Andrea Rapisarda und Cesare Garofalo |      | von der Universität von Catania (Italien) für den mathematischen Nachweis, dass Organisationen effizienter wären, wenn sie Mitarbeiter nach dem Zufallsprinzip beförderten. Siehe: Peter-Prinzip.                   |                      |
| Medizin          | Simon Rietveld |      | von der Universität von Amsterdam (Niederlande) und Ilja van Beest von der Universität Tilburg (Niederlande) für die Entdeckung, dass Asthmasymptome mit einer Achterbahnfahrt behandelt werden können.             |                      |
| Ökonomie         | Die Führungskräfte und Direktoren von Goldman Sachs, AIG, Lehman Brothers, Bear Stearns, Merrill Lynch und Magnetar Capital                                                                             |      | für die Schaffung und Förderung neuer Möglichkeiten, Geld zu investieren – Wege zur Maximierung des finanziellen Gewinns und zur Minimierung des finanziellen Risikos für die Weltwirtschaft oder einen Teil davon. |                      |
| Physik           | Lianne Parkin, Sheila Williams und Patricia Priest |      | von der University of Otago (Neuseeland) für die Demonstration, dass auf vereisten Fußwegen im Winter die Leute seltener ausgleiten und hinfallen, wenn sie Socken über den Schuhen tragen.                         | Lianne Parkin (2003) |
| Transportplanung | Toshiyuki Nakagaki, Atsushi Tero, Seiji Takagi, Tetsu Saigusa, Kentaro Ito, Kenji Yumiki, Ryo Kobayashi aus Japan, sowie Dan Bebber und Mark Fricker aus Großbritannien                                 |      | für die Verwendung von Schleimpilzen, um die optimale Route für Eisenbahnschienen zu bestimmen. |                      |

## 2011
| Kategorie              | Preisträger | Land                                                 | Begründung | Bild              |
| ---------------------- | --- | ---------------------------------------------------- | --- | ----------------- |
| Biologie               | Daryll Gwynne und David Rentz |                                                      | für die Entdeckung, dass sich Männchen der Art Julodimorpha bakewelli in Australien nur mit braunen Bierflaschen paaren wollen. Sie halten sie für überdimensionierte Weibchen und lassen von ihnen nicht mehr ab, bis sie tot umfallen.               |                   |
| Chemie                 | Makoto Imai, Naoki Urushihata, Hideki Tanemura, Yukinobu Tajima, Hideaki Goto, Koichiro Mizoguchi und Junichi Murakami | Japan                                                | für die Bestimmung der idealen Dichte von Wasabi-Geruch (scharfem Meerrettich), um schlafende Menschen im Falle eines Brandes oder einer anderen Notsituation zu wecken, und für die Anwendung dieses Wissens, um den Wasabi-Alarm zu entwickeln.      |                   |
| Frieden                | Artūras Zuokas | Litauen                                              | der Bürgermeister von Vilnius, Litauen, für den Nachweis, dass das Problem mit illegal geparkten Luxusautos gelöst werden kann, indem man sie mit Panzern überrollt.                                                                                   |                   |
| Literatur              | John Perry | Vereinigte Staaten                                   | von der Stanford University für seine Theorie der „Strukturierten Prokrastination“, in der es heißt: „Um ein Überflieger zu sein, arbeite stets an etwas Wichtigem, um zu vermeiden, etwas zu tun, das noch wichtiger ist.“                            | John Perry (2006) |
| Mathematik             | Dorothy Martin (USA) (sie prognostizierte, die Welt würde im Jahr 1954 enden), Pat Robertson (USA) (er prognostizierte, die Welt würde im Jahr 1982 enden), Elizabeth Clare Prophet (USA) (sie prognostizierte, die Welt würde im Jahr 1990 enden), Lee Jang Rim aus Südkorea (er prognostizierte, die Welt würde im Jahr 1992 enden), Credonia Mwerinde aus Uganda (sie prognostizierte, die Welt würde im Jahr 1999 enden) und Harold Camping (USA) (er prognostizierte, die Welt würde am 6. September 1994 enden, und sagte später voraus, dass die Welt am 21. Oktober 2011 enden würde) | Vereinigte Staaten Südkorea Uganda                   | für die Lehre an die Welt, vorsichtig zu sein, wenn man mathematische Annahmen und Berechnungen macht. |                   |
| Medizin                | Mirjam Tuk, Debra Trampe und Luk Warlop und gemeinsam Matthew Lewis, Peter Snyder, Robert Feldman, Robert Pietrzak, David Darby und Paul Maruff |                                                      | für den Nachweis, dass Menschen bessere Entscheidungen über einige Arten von Dingen fällen – aber schlechtere Entscheidungen über andere Dinge –, wenn sie einen starken Harndrang haben.                                                              |                   |
| Öffentliche Sicherheit | John Senders | Kanada                                               | von der Universität von Toronto, Kanada, für die Durchführung einer Reihe von Sicherheitsexperimenten, bei denen eine Person mit dem Auto auf einer Autobahn fährt, während ihr ein Visier wiederholt tief ins Gesicht klappt und ihr die Sicht nimmt. |                   |
| Physik                 | Philippe Perrin, Cyril Perrot, Dominique Deviterne, Bruno Ragaru und Herman Kingma |                                                      | für den Versuch, herauszufinden, warum Diskuswerfern schwindlig wird und Hammerwerfern nicht, in ihrem Papier: Schwindel bei Diskuswerfern ist verwandt mit der Reisekrankheit, die durch Drehen erzeugt wird.                                         |                   |
| Physiologie            | Anna Wilkinson, Natalie Sebanz, Isabella Mandl und Ludwig Huber | Vereinigtes Königreich Österreich Vereinigte Staaten | für ihre Studie an der University of Harvard Keine Hinweise auf ansteckendes Gähnen bei der rotfüßigen Riesenschildkröte Geochelone carbonaria. |                   |
| Psychologie            | Karl Halvor Teigen | Norwegen                                             | von der Universität von Oslo, Norwegen, für den Versuch zu verstehen, warum Menschen im Alltag seufzen. |                   |

## 2012
| Kategorie           | Preisträger                                                        | Land                                      | Begründung | Bild |
| ------------------- | ------------------------------------------------------------------ | ----------------------------------------- | --- | ---- |
| Akustik             | Kazutaka Kurihara und Koji Tsukada                                 | Japan                                     | für die Entwicklung des SpeechJammer – einer Maschine, die Menschen zum Schweigen bringt, indem sie ihnen das eigene gesprochene Wort mit geringer Verzögerung vorspielt. |      |
| Anatomie            | Frans de Waal und Jennifer Pokorny                                 | Niederlande Vereinigte Staaten            | für ihren Nachweis, dass Schimpansen ihre Artgenossen auch an Fotos ihres Hinterteils erkennen können.                                                                    |      |
| Chemie              | Johan Pettersson                                                   | Schweden Ruanda                           | für die Lösung des Rätsels, warum in bestimmten Häusern in Anderslöv (Schweden) das Haar der Leute grün wurde.                                                            |      |
| Frieden             | Die russische SKN Company                                          | Russland                                  | für ihre Verwandlung alter russischer Munition in neue Diamanten. |      |
| Literatur           | Das Government Accountability Office                               | Vereinigte Staaten                        | für die Veröffentlichung eines Berichts über Berichte über Berichte, der empfiehlt, einen Bericht über Berichte über Berichte über Berichte vorzubereiten.                |      |
| Medizin             | Emmanuel Ben-Soussan und Michel Antonietti                         | Frankreich                                | für ihre Anweisungen zur Durchführung einer Darmspiegelung, um die Wahrscheinlichkeit zu reduzieren, dass der Patient währenddessen platzt.                               |      |
| Neurowissenschaften | Craig Bennett, Abigail Baird, Michael Miller und George Wolford    | Vereinigte Staaten                        | für ihren Nachweis, dass Hirnforscher mit komplizierten Instrumenten und einfacher Statistik überall eine relevante Hirnfunktion nachweisen können – auch in totem Lachs. |      |
| Physik              | Joseph B. Keller, Raymond Goldstein, Patrick Warren und Robin Ball | Vereinigte Staaten Vereinigtes Königreich | für ihre Berechnung des Gleichgewichts der Kräfte, die die Form und Bewegung eines menschlichen Pferdeschwanzes bestimmen.                                                |      |
| Psychologie         | Anita Eerland, Rolf Zwaan und Tulio Guadalupe                      | Niederlande Peru Russland                 | für ihre Studie Der Eiffelturm sieht kleiner aus, wenn man sich nach links lehnt.                                                                                         |      |
| Strömungslehre      | Rouslan Krechetnikov und Hans Mayer                                | Vereinigte Staaten Russland Kanada        | für ihre Arbeit über das Schwappen. Sie entdeckten, was passiert, wenn jemand mit einer Tasse Kaffee in der Hand geht.                                                    |      |

## 2013
| Kategorie                     | Preisträger | Land | Begründung | Bild |
| ----------------------------- | --- | ---- | --- | ---- |
| Archäologie                   | Brian Crandall und Peter Stahl |      | die tote Spitzmäuse kochten, ungekaut schluckten und anhand ihrer eigenen Exkremente nachwiesen, welche Knochen sich im menschlichen Verdauungssystem auflösen und welche nicht.                                                                                    |      |
| Astronomie und Biologie       | Marie Dacke, Emily Baird, Marcus Byrne, Clarke Scholtz und Eric Warrant                                                               |      | für ein Experiment, das zeigte, dass verirrte Mistkäfer sich auf dem Weg nach Hause an der Milchstraße orientieren können. |      |
| Chemie                        | Shinsuke Imai, Nobuaki Tsuge, Muneaki Tomotake, Yoshiaki Nagatome, Toshiyuki Nagata und Hidehiko Kumgai                               |      | für ihre Entdeckung, dass die biochemischen Prozesse, die dazu führen, dass Menschen beim Zwiebelschneiden weinen, noch komplizierter sind, als die Wissenschaft bisher glaubte.                                                                                    |      |
| Frieden                       | Belarus und sein Präsident |      | für das Verbot des Applaudierens in der Öffentlichkeit und die belarussische Polizei, die einen Einarmigen festnahm, weil er in der Öffentlichkeit applaudierte. |      |
| Medizin                       | Masateru Uchiyama, Xiangyuan Jin, Qi Zhang, Toshihito Hirai, Atsushi Amano, Hisashi Bashuda und Masanori Niimi                        |      | für ihre Studie, die die Wirkung klassischer Musik auf herztransplantierte Mäuse misst. |      |
| Öffentliches Gesundheitswesen | Kasian Bhanganada, Tu Chayavatana, Chumporn Pongnumkul, Anunt Tonmukayakul, Piyasakol Sakolsatayadorn, Krit Komaratal und Henry Wilde |      | für die chirurgischen Techniken, die in der Arbeit Chirurgisches Management einer Epidemie von Penisamputationen in Siam veröffentlicht wurden. Sie empfahlen verschiedene Techniken – außer für Fälle, in denen der Penis teilweise von einer Ente gegessen wurde. |      |
| Physik                        | Alberto Minetti, Yuri Ivanenko, Germana Cappellini, Nadia Dominici und Francesco Lacquaniti                                           |      | für ihre Entdeckung, dass manche Menschen übers Wasser gehen könnten, wenn sie und das Wasser auf dem Mond wären. |      |
| Psychologie                   | Laurent Bègue, Oulmann Zerhouni, Baptiste Subra, Medhi Ourabah und Brad Bushman                                                       |      | für ein Experiment, das zeigte, dass Menschen, die glauben, betrunken zu sein, auch glauben, attraktiv zu sein. |      |
| Sicherheitstechnik            | Gustano Pizzo († 2006) |      | für sein elektromechanisches System, mit dem Flugzeugentführer durch eine Falltür in eine Kiste fallen, die anschließend per Fallschirm zu Boden gelassen wird, wo die Polizei schon warten soll.                                                                   |      |
| Wahrscheinlichkeitslehre      | Bert Tolkamp, Marie Haskell, Fritha Langford, David Roberts und Colin Morgan                                                          |      | für ihre Entdeckung, dass einerseits die Wahrscheinlichkeit, dass eine Kuh aufsteht, mit der Zeit, die diese bereits liegt, steigt, dass man andererseits aber nicht ohne Weiteres voraussagen kann, wann sie sich wieder hinlegt                                   |      |

## 2014
| Kategorie                     | Preisträger | Land     | Begründung | Bild |
| ----------------------------- | --- | -------- | --- | ---- |
| Arktis-Forschung              | Eigil Reimers, Sindre Eftestøl | Norwegen | für die Untersuchung der Reaktion von Rentieren auf Menschen, die sich als Eisbären tarnen. |      |
| Biologie                      | Vlastimil Hart, Petra Nováková, Erich Pascal Malkemper, Sabine Begall, Vladimír Hanzal, Miloš Ježek, Tomáš Kušta, Veronika Němcová, Jana Adámková, Kateřina Benediktová, Jaroslav Červený und Hynek Burda |          | für ihren gründlich durchgeführten Nachweis, dass sich Hunde beim Urinieren und Stuhlentleeren bevorzugt entlang des Magnetfelds der Erde ausrichten. |      |
| Ernährung                     | Raquel Rubio, Anna Jofré, Belén Martín, Teresa Aymerich, Margarita Garriga |          | für ihre Untersuchung mit dem Titel Characterization of Lactic Acid Bacteria Isolated from Infant Faeces as Potential Probiotic Starter Cultures for Fermented Sausages. (Charakterisierung von Milchsäurebakterien aus dem Stuhl von Säuglingen als potenzielle probiotische Starterkulturen für fermentierte Wurstwaren). |      |
| Kunst                         | Marina de Tommaso, Michele Sardaro, Paolo Livrea |          | für die Messung des Schmerzempfindens, während die Probanden hässliche Bilder ansehen (oder schöne) und gleichzeitig ein starker Laser auf die Handfläche gerichtet ist. |      |
| Medizin                       | Ian Humphreys, Sonal Saraiya, Walter Belenky, James Dworkin |          | für ihre Tamponade von unstillbarem Nasenbluten mit Streifen von gepökeltem Schweinefleisch. |      |
| Neurowissenschaften           | Jiangang Liu, Jun Li, Lu Feng, Ling Li, Jie Tian, Kang Lee |          | für ihre Versuche zu verstehen, was in dem Gehirn der Leute vorgeht, die das Antlitz Jesu auf einem Toast sehen. |      |
| Öffentliches Gesundheitswesen | Jaroslav Flegr, Jan Havlíček, Jitka Hanušova-Lindova, David Hanauer, Naren Ramakrishnan, Lisa Seyfried |          | für ihre Untersuchung, ob der Besitz einer Katze schädlich fürs Gemüt ist |      |
| Physik                        | Kiyoshi Mabuchi, Kensei Tanaka, Daichi Uchijima, Rina Sakai |          | für ihre Messung der Reibung zwischen Schuhsohle und Bananenschale beziehungsweise zwischen Bananenschale und Fußboden, wenn jemand auf eine Bananenschale auf dem Fußboden tritt |      |
| Psychologie                   | Peter K. Jonason, Amy Jones, Minna Lyons |          | für die Sammlung von Hinweisen, dass Personen, die lange aufbleiben, im Schnitt eingebildeter, manipulativer und psychopathischer sind als Frühaufsteher |      |
| Wirtschaft                    | ISTAT | Italien  | für seinen Nachweis, dass Italien führend in der Erfüllung der europäischen Vorgaben für das Wirtschaftswachstum ist – wenn Einnahmen aus Prostitution, Drogenhandel, Schmuggel und illegalen Finanztransaktionen mitgerechnet werden.                                                                                      |      |

## 2015
| Kategorie                   | Preisträger | Land | Begründung | Bild                         |
| --------------------------- | --- | --- | --- | ---------------------------- |
| Biologie                    | Bruno Grossi, Omar Larach, Mauricio Canals, Rodrigo A. Vasquez, Jose Iriarte-Diaz                                                                                              | Chile Vereinigte Staaten | für ihre Beobachtung, dass Hühner in einer ähnlichen Weise wie Dinosaurier gehen, wenn ihnen ein beschwerter Stab am Hinterteil befestigt wird. |                              |
| Chemie                      | Callum Ormond, Colin Raston, Tom Yuan, Stephan Kudlacek, Sameeran Kunche, Joshua N. Smith, William A. Brown, Kaitlin Pugliese, Tivoli Olsen, Mariam Iftikhar und Gregory Weiss | Australien Vereinigte Staaten | für die Erfindung eines chemischen Rezepts, um ein Ei teilweise zu entkochen. → Denaturierung |                              |
| Diagnostische Medizin       | Diallah Karim, Anthony Harnden, Nigel D’Souza, Andrew Huang, Abdel Kader Allouni, Helen Ashdown, Richard J. Stevens und Simon Kreckler                                         | Kanada Vereinigtes Königreich Neuseeland Vereinigte Staaten Bahrain Belgien Vereinigte Arabische Emirate Indien Südafrika Volksrepublik China Syrien | für ihren Nachweis, dass akute Blinddarmentzündung zuverlässig diagnostiziert werden kann durch die Stärke der Schmerzen, die der Patient spürt, wenn man ihn über eine Bremsschwelle fährt. |                              |
| Literatur                   | Mark Dingemanse, Francisco Torreira und Nick J. Enfield | Niederlande Vereinigte Staaten Spanien Belgien Kanada Australien                                                                                     | für ihre Entdeckung, dass das Wort „Huh?“ (oder dessen Entsprechung) in jeder menschlichen Sprache zu existieren scheint – und dafür, dass sie sich nicht sicher sind, warum das so ist. |                              |
| Management                  | Gennaro Bernile, Vineet Bhagwat, P. Raghavendra Rau | Italien Singapur Vereinigte Staaten Indien Frankreich Luxemburg Deutschland Japan                                                                    | für ihre Erkenntnis, dass viele Geschäftsführer sich in ihrer Kindheit Risikobereitschaft aneignen, wenn sie Naturkatastrophen (wie Erdbeben, Vulkanausbrüche, Tsunamis und Waldbrände) erleben, die für sie ohne schwere persönliche Folgen bleiben.                                                           |                              |
| Mathematik                  | Elisabeth Oberzaucher, Karl Grammer | Österreich Deutschland Vereinigtes Königreich | für ihren Versuch, mittels mathematischer Methoden herauszufinden, ob und wie Moulai Ismael, der Blutdürstige, der sharifische Kaiser von Marokko, es geschafft hatte, 888 Kinder von 1697 bis 1727 zu zeugen.                                                                                                  | Elisabeth Oberzaucher (2017) |
| Medizin                     | Hajime Kimata, Jaroslava Durdiakova, Peter Celec, Natalia Kamodyova, Tatiana Sedlackova, Gabriela Repiska, Barbara Sviezena, Gabriel Minarik                                   | Japan Volksrepublik China Slowakei Vereinigte Staaten Vereinigtes Königreich Deutschland                                                             | für die Experimente zur Untersuchung des biomedizinischen Nutzens und der biomedizinischen Folgen intensiven Küssens (und anderen intimen zwischenmenschlichen Aktivitäten). |                              |
| Physik                      | Patricia Yang, David Hu, Jonathan Pham, Jerome Cho | Vereinigte Staaten Taiwan | für die Untersuchung des biologischen Prinzips, dass nahezu alle Säugetiere innerhalb 21 Sekunden ihre Harnblase leeren – plus/minus 13 Sekunden. |                              |
| Physiologie und Entomologie | Justin O. Schmidt | Vereinigte Staaten Kanada | für seine mühevolle Erstellung des Schmidt Sting Pain Index, welcher die relativen Schmerzen nach dem Stich verschiedener Insektenarten beschreibt |                              |
| Physiologie und Entomologie | Michael L. Smith | Panama Vereinigte Staaten Vereinigtes Königreich Niederlande                                                                                         | für seine sorgfältige Arbeit mit Honigbienen, bei der er sich wiederholt an 25 verschiedenen Körperstellen stechen ließ, um herauszufinden, welche Stichstellen am wenigsten schmerzhaft (Kopf, Spitze des mittleren Zehs, Oberarm) und welche am schmerzhaftesten sind (Nasenloch, Oberlippe und Penisschaft). |                              |
| Wirtschaft                  | Bangkok Metropolitan Police | Thailand | welche ihren Polizeibeamten zusätzliche Entlohnung anbietet, falls sie darauf verzichten, Bestechungsgelder anzunehmen. |                              |

## 2016
| Kategorie     | Preisträger | Land                                                      | Begründung | Bild                   |
| ------------- | --- | --------------------------------------------------------- | --- | ---------------------- |
| Biologie      | Charles Foster | Vereinigtes Königreich                                    | für sein Leben in der Wildnis als Dachs, Otter, Wild, Fuchs und Vogel zu verschiedenen Zeiten                                                                                                   |                        |
| Biologie      | Thomas Thwaites | Vereinigtes Königreich                                    | für die Erstellung prothetischer Verlängerung seiner Gliedmaßen, die es ihm erlaubten, sich zu bewegen wie Ziegen und auf Hügeln mit diesen herumzuwandern.                                     |                        |
| Chemie        | Volkswagen | Deutschland                                               | für die Lösung des Problems überhöhten Schadstoffausstoßes von Autos durch automatische, elektromechanische Erzeugung von geringeren Emissionen, wenn die Fahrzeuge getestet werden.            | Logo der Volkswagen AG |
| Fortpflanzung | Ahmed Shafik (†) | Ägypten                                                   | für die Erforschung der Wirkungen des Tragens von Polyester-, Baumwoll- und Wollhosen auf das Liebesleben von Ratten und das Leiten ähnlicher Tests mit Männern.                                |                        |
| Frieden       | Gordon Pennycook, James Allan Cheyne, Nathaniel Barr, Derek Koehler und Jonathan Fugelsang                                                     | Kanada Vereinigte Staaten                                 | für ihre wissenschaftliche Untersuchung Wahrnehmung und Aufdeckung von pseudo-fundiertem Quatsch.                                                                                               |                        |
| Literatur     | Fredrik Sjöberg | Schweden                                                  | für seine dreibändige autobiographische Arbeit über das Vergnügen beim Sammeln von toten Fliegen und von solchen, die noch nicht tot sind.                                                      | Fredrik Sjöberg (2005) |
| Medizin       | Christoph Helmchen, Carina Palzer, Thomas Münte, Silke Anders und Andreas Sprenger                                                             | Deutschland                                               | für die Entdeckung, dass einem Juckreiz auf der linken Seite des Körpers durch Betrachtung in einem Spiegel und Kratzen der rechten Seite des Körpers abgeholfen werden kann (und andersherum). |                        |
| Perzeption    | Atsuki Higashiyama und Kohei Adachi | Japan                                                     | für die Erforschung, ob Dinge anders aussehen, wenn man sich vorbeugt und diese durch die eigenen Beine beobachtet.                                                                             |                        |
| Physik        | Gábor Horváth, Miklós Blahó, György Kriska, Ramón Hegedüs, Balázs Gerics, Róbert Farkas, Susanne Åkesson, Péter Malik und Hansruedi Wildermuth | Ungarn Spanien Schweden Schweiz                           | für die Entdeckung, warum weißhaarige Pferde die bremsenbeständigsten Pferde sind, und für die Entdeckung, warum Libellen verhängnisvoll von schwarzen Grabsteinen angezogen werden.            |                        |
| Psychologie   | Evelyne Debey, Maarten De Schryver, Gordon Logan, Kristina Suchotzki und Bruno Verschuere                                                      | Belgien Niederlande Deutschland Kanada Vereinigte Staaten | für die Befragung von 1000 Lügnern nach der Häufigkeit ihres Lügens und die Entscheidung darüber, ihren Antworten zu glauben.                                                                   |                        |
| Wirtschaft    | Mark Avis, Sarah Forbes und Shelagh Ferguson                                                                                                   | Neuseeland Vereinigtes Königreich                         | für die Beurteilung der gefühlten Persönlichkeit von Gestein aus Verkaufs- und Vermarktungsperspektive.                                                                                         |                        |

## 2017
| Kategorie      | Preisträger                                                                              | Land                                          | Begründung | Bild |
| -------------- | ---------------------------------------------------------------------------------------- | --------------------------------------------- | --- | ---- |
| Anatomie       | James Heathcote                                                                          | Vereinigtes Königreich                        | für seine medizinische Studie Warum haben alte Männer große Ohren? |      |
| Biologie       | Kazunori Yoshizawa, Rodrigo Ferreira, Yoshitaka Kamimura und Charles Lienhard            | Japan Brasilien Schweiz                       | für ihre Entdeckung eines weiblichen Penis' und einer männlichen Vagina bei einem Höhleninsekt (Neotrogla) |      |
| Ernährung      | Fernanda Ito, Enrico Bernard und Rodrigo Torres                                          | Brasilien Kanada Spanien                      | für die erste wissenschaftliche Untersuchung zur Bedeutung von Menschenblut in der Ernährung des Kammzahnvampirs |      |
| Frieden        | Milo Puhan, Alex Suarez, Christian Lo Cascio, Alfred Zahn, Markus Heitz und Otto Brändli | Schweiz Kanada Niederlande Vereinigte Staaten | für ihren Nachweis, dass regelmäßiges Spielen eines Didgeridoo eine effektive Behandlung von obstruktiver Schlafapnoe und Schnarchen darstellt                                                                        |      |
| Geburtshilfe   | Marisa López-Teijón, Álex García-Faura, Alberto Prats-Galino und Luis Pallarés Aniorte   | Spanien                                       | für den Nachweis, dass ein heranwachsender menschlicher Fötus stärker auf Musik reagiert, die elektromechanisch in der Vagina der Mutter gespielt wird, als beim Abspielen über Lautsprecher auf dem Bauch der Mutter |      |
| Medizin        | Jean-Pierre Royet, David Meunier, Nicolas Torquet, Anne-Marie Mouly und Tao Jiang        | Frankreich Vereinigtes Königreich             | für die Anwendung der funktionellen Magnetresonanztomographie zur Bestimmung des Ausmaßes an Abneigung, die Menschen für Käse empfinden                                                                               |      |
| Physik         | Marc-Antoine Fardin                                                                      | Frankreich Singapur Vereinigte Staaten        | für die Anwendung der Strömungsmechanik zur Erforschung der Frage, ob eine Katze sowohl ein Festkörper als auch eine Flüssigkeit sein kann                                                                            |      |
| Strömungslehre | Jiwon Han                                                                                | Südkorea Vereinigte Staaten                   | für seine Untersuchung der Dynamik des Schwappens bei einer Person, die sich mit einer Tasse Kaffee rückwärts bewegt                                                                                                  |      |
| Wahrnehmung    | Matteo Martini, Ilaria Bufalari, Maria Antonietta Stazi und Salvatore Maria Aglioti      | Italien Spanien Vereinigtes Königreich        | für den Nachweis, dass sich viele eineiige Zwillinge visuell nicht voneinander unterscheiden können |      |
| Wirtschaft     | Matthew Rockloff und Nancy Greer                                                         | Australien Vereinigte Staaten                 | für ihre Experimente zur Frage, wie der Kontakt zu einem lebenden Krokodil die Bereitschaft zum Glücksspiel beeinflusst                                                                                               |      |

## 2018
| Kategorie            | Preisträger | Land                                                                                         | Begründung | Bild                                |
| -------------------- | --- | -------------------------------------------------------------------------------------------- | --- | ----------------------------------- |
| Anthropologie        | Tomas Persson, Gabriela-Alina Sauciuc und Elainie Madsen                                                                                    | Schweden Rumänien Dänemark Niederlande Deutschland Vereinigtes Königreich Indonesien Italien | für den Nachweis, dass Schimpansen im Zoo genauso oft und genauso gut Menschen imitieren wie umgekehrt.                                                                      | Gemeiner Schimpanse im Shanghai Zoo |
| Biologie             | Paul Becher, Sebastien Lebreton, Erika Wallin, Erik Hedenstrom, Felipe Borrero-Echeverry, Marie Bengtsson, Volker Jörger und Peter Witzgall | Schweden Kolumbien Deutschland Frankreich Schweiz                                            | für den Nachweis, dass Weinkenner zuverlässig eine einzelne Fliege im Weinglas riechen können.                                                                               |                                     |
| Chemie               | Paula Romão, Adília Alarcão und César Viana                                                                                                 | Portugal                                                                                     | für die Messung, ob Spucke als Reinigungsmittel geeignet ist. |                                     |
| Ernährung            | James Cole | Simbabwe Tansania Vereinigtes Königreich                                                     | für seine Berechnung, dass eine kannibalische Ernährung des Menschen deutlich weniger Nahrungsenergie enthält als die meisten traditionellen fleischenthaltenden Kostformen. |                                     |
| Frieden              | Francisco Alonso, Cristina Esteban, Andrea Serge, Maria-Luisa Ballestar, Jaime Sanmartín, Constanza Calatayud und Beatriz Alamar            | Spanien Kolumbien                                                                            | für die Messung von Häufigkeit, Motivation und Effekten von Schreien und Fluchen beim Autofahren.                                                                            |                                     |
| Literatur            | Thea Blackler, Rafael Gomez, Vesna Popovic und M. Helen Thompson                                                                            | Australien El Salvador Vereinigtes Königreich                                                | für ihren Nachweis, dass die meisten Leute, die komplizierte Produkte benutzen, das Handbuch nicht lesen.                                                                    |                                     |
| Medizin              | Marc Mitchell und David Wartinger | Vereinigte Staaten                                                                           | für den Versuch, die Passage von Nierensteinen mittels Achterbahnfahrten zu beschleunigen.                                                                                   |                                     |
| Medizinische Lehre   | Akira Horiuchi | Japan                                                                                        | für seinen Bericht Darmspiegelung im Sitzen: Was man von der Selbstdarmspiegelung lernen kann.                                                                               |                                     |
| Reproduktionsmedizin | John Barry, Bruce Blank und Michel Boileau                                                                                                  | Vereinigte Staaten Japan Saudi-Arabien Ägypten Indien Bangladesch                            | für die Verwendung von Briefmarken als Test, ob das männliche Sexualorgan noch richtig funktioniert: Nocturnal Penile Tumescence Monitoring With Stamps.                     |                                     |
| Wirtschaft           | Lindie Hanyu Liang, Douglas Brown, Huiwen Lian, Samuel Hanig, D. Lance Ferris und Lisa Keeping                                              | Kanada Volksrepublik China Singapur Vereinigte Staaten                                       | für ihre Untersuchung, ob der Einsatz von Voodoo-Puppen geeignet ist, Chefs ihre Bösartigkeiten zu vergelten.                                                                |                                     |

## 2019
| Kategorie          | Preisträger | Land                                                                            | Begründung | Bild                     |
| ------------------ | --- | ------------------------------------------------------------------------------- | --- | ------------------------ |
| Anatomie           | Roger Mieusset und Bourras Bengoudifa                                                                                      | Frankreich                                                                      | für ihre ausführliche Untersuchung zur Messung der Temperaturasymmetrie zwischen beiden Hoden bei nackten und bekleideten Briefträgern in Frankreich. |                          |
| Biologie           | Ling-Jun Kong, Herbert Crepaz, Agnieszka Górecka, Aleksandra Urbanek, Rainer Dumke und Tomasz Paterek                      | Singapur Volksrepublik China Australien Polen Vereinigte Staaten Bulgarien      | für die Entdeckung, dass tote magnetisierte Kakerlaken sich anders verhalten als lebende magnetisierte Kakerlaken. |                          |
| Chemie             | Shigeru Watanabe, Mineko Ohnishi, Kaori Imai, Eiji Kawano und Seiji Igarashi                                               | Japan                                                                           | für die Schätzung der Menge der Spucke, die ein typisches fünfjähriges Kind pro Tag produziert. |                          |
| Frieden            | Ghada A. bin Saif, Alexandru Papoiu, Liliana Banari, Francis McGlone, Shawn G. Kwatra, Yiong-Huak Chan und Gil Yosipovitch | Vereinigtes Königreich Saudi-Arabien Singapur Vereinigte Staaten                | für den Versuch, das Wohlbefinden beim Kratzen einer juckenden Körperstelle zu messen. |                          |
| Ingenieurwesen     | Iman Farahbakhsh | Iran                                                                            | für die Erfindung einer Wickelmaschine für Säuglinge. |                          |
| Medizin            | Silvano Gallus | Italien Niederlande                                                             | für die Sammlung von Beweisen, dass Pizza gegen Krankheiten und Tod schützt. Vorausgesetzt sie wird in Italien gemacht und gegessen. |                          |
| Medizinische Lehre | Karen Pryor und Theresa McKeon                                                                                             | Vereinigte Staaten                                                              | für den Einsatz des Klickertrainings in der Ausbildung von Chirurgen. | Karen Pryor (2006)       |
| Physik             | Patricia Yang, Alexander Lee, Miles Chan, Alynn Martin, Ashley Edwards, Scott Carver und David Hu                          | Vereinigte Staaten Taiwan Australien Neuseeland Schweden Vereinigtes Königreich | für Untersuchungen zu der Frage, wie und warum Wombats würfelförmigen Kot absetzen. | Würfelförmiger Wombatkot |
| Psychologie        | Fritz Strack | Deutschland                                                                     | für seine Entdeckung, dass es Menschen zum Lächeln bringt und glücklicher macht, wenn sie einen Stift zwischen den Zähnen halten (Facial-Feedback-Hypothese), und dass dieser Effekt nicht auftritt, wenn der Stift zwischen den Lippen gehalten wird. Und für Wiederholungsuntersuchungen, die exakt das Gegenteil zeigten (siehe Replikationskrise). | Fritz Strack (2015)      |
| Wirtschaft         | Habip Gedik, Timothy A. Voss und Andreas Voss                                                                              | Türkei Niederlande Deutschland                                                  | für eine Studie darüber, welches Papiergeld aus welchem Land am besten gefährliche Bakterien verbreitet. |                          |

## 2020
| Kategorie            | Preisträger | Land                                                                                                   | Begründung | Bild                  |
| -------------------- | --- | --- | --- | --------------------- |
| Akustik              | Stephan Reber, Takeshi Nishimura, Judith Janisch, Mark Robertson, Tecumseh Fitch | Österreich Schweden Japan Vereinigte Staaten Schweiz                                                   | für ihr Experiment, bei dem sie ein China-Alligator-Weibchen dazu brachten, in einer luftdichten Kammer, die mit Helium angereicherte Luft enthielt, zu brüllen              |                       |
| Psychologie          | Miranda Giacomin, Nicholas Rule | Kanada Vereinigte Staaten                                                                              | für die Entwicklung einer Methode zur Identifizierung von Narzissten durch Untersuchung ihrer Augenbrauen                                                                    |                       |
| Frieden              | Regierungen von Indien und Pakistan | Indien Pakistan                                                                                        | für die gegenseitigen Klingelstreiche ihrer Diplomaten mitten in der Nacht                                                                                                   |                       |
| Physik               | Ivan Maksymov, Andriy Pototsky | Australien Ukraine Frankreich Italien Deutschland Vereinigtes Königreich Südafrika                     | für den experimentellen Nachweis, was mit der Form eines lebenden Regenwurms geschieht, wenn man diesen mit hoher Frequenz in Schwingung versetzt                            |                       |
| Wirtschaft           | Christopher Watkins, Juan David Leongómez, Jeanne Bovet, Agnieszka Żelaźniewicz, Max Korbmacher, Marco Antônio Corrêa Varella, Ana Maria Fernandez, Danielle Wagstaff, Samuela Bolgan | Vereinigtes Königreich Polen Frankreich Brasilien Chile Kolumbien Australien Italien Norwegen          | für den Versuch, das Verhältnis zwischen der nationalen Einkommensungleichheit verschiedener Länder und der durchschnittlichen Zahl der Mund-zu-Mund-Küsse zu quantifizieren |                       |
| Management           | Xi Guang-An, Mo Tian-Xiang, Yang Kang-Sheng, Yang Guang-Sheng, Ling Xian-Si | Volksrepublik China                                                                                    | den fünf Auftragsmördern, für den Abschluss von insgesamt vier Unteraufträgen, jeweils unter Einbehaltung eines Teils des Honorars, ohne den Mord tatsächlich auszuführen    |                       |
| Entomologie          | Richard Vetter | Vereinigte Staaten                                                                                     | für das Sammeln von Beweisen, dass viele Insektenkundler (Entomologen) Angst vor Spinnen haben, weil diese keine Insekten sind                                               |                       |
| Medizin              | Nienke Vulink, Damiaan Denys, Arnoud van Loon | Niederlande Belgien                                                                                    | für die Diagnose von Misophonie, einem lange unerkannten medizinischen Zustand, der bei Erkrankten Disstress beim Hören von Kaugeräuschen anderer Menschen auslöst           |                       |
| Medizinische Lehre   | Jair Bolsonaro, Boris Johnson, Narendra Modi, Andrés Manuel López Obrador, Alexander Lukaschenko, Donald Trump, Recep Tayyip Erdoğan, Wladimir Putin, Gurbanguly Berdimuhamedow       | Brasilien Vereinigtes Königreich Indien Mexiko Belarus Vereinigte Staaten Türkei Russland Turkmenistan | für die Nutzung der COVID-19-Pandemie, um der Welt zu zeigen, dass Politiker einen unmittelbareren Einfluss auf Leben und Tod haben können als Wissenschaftler und Ärzte     | Grafik des SARS-CoV-2 |
| Materialwissenschaft | Metin Eren, Michelle Bebber, James Norris, Alyssa Perrone, Ashley Rutkoski, Michael Wilson, Mary Ann Raghanti                                                                         | Vereinigte Staaten Vereinigtes Königreich                                                              | für den Nachweis, dass Messer, die aus gefrorenen menschlichen Exkrementen hergestellt werden, nicht gut funktionieren.                                                      |                       |

## 2021
| Kategorie   | Preisträger | Land                                                                                    | Begründung | Bild |
| ----------- | --- | --------------------------------------------------------------------------------------- | --- | ---- |
| Biologie    | Susanne Schötz, Robert Eklund | Schweden                                                                                | für ihre Arbeiten zur Kommunikation zwischen Katzen und Menschen. |      |
| Ökologie    | Leila Satari, Alba Guillén, Àngela Vidal-Verdú, Manuel Porcar | Spanien Iran                                                                            | für ihren Vergleich der Bakteriome in den Kaugummi-Flecken auf den Straßen verschiedener Länder.                                                                                  |      |
| Chemie      | Jörg Wicker, Nicolas Krauter, Bettina Derstroff, Christof Stönner, Efstratios Bourtsoukidis, Achim Edtbauer, Jochen Wulf, Thomas Klüpfel, Stefan Kramer, Jonathan Williams                              | Deutschland Vereinigtes Königreich Neuseeland Griechenland Zypern Österreich            | für ihre Untersuchung der Luft im Kino nach der Vorstellung und den Versuch des Nachweises, wie viel Gewalt, Sex, antisoziales Verhalten, Drogenkonsum und Fluchen gezeigt wurde. |      |
| Ökonomie    | Pavlo Blavatskyy | Frankreich Schweiz Australien Österreich Tschechien Vereinigtes Königreich              | für die Entdeckung, dass das Übergewicht von Politikern als Indikator für die Korruption im Land dienen kann.                                                                     |      |
| Medizin     | Olcay Cem Bulut, Dare Oladokun, Burkard Lippert, Ralph Hohenberger | Deutschland Türkei Vereinigtes Königreich                                               | für ihren Nachweis, dass ein Orgasmus genauso gut nasenabschwellend wirkt wie Nasenspray.                                                                                         |      |
| Frieden     | Ethan Beseris, Steven Naleway, David Carrier | Vereinigte Staaten                                                                      | für ihren Test der Hypothese, dass sich Bärte bei Menschen entwickelt haben, weil sie ihre Träger vor Schlägen ins Gesicht schützen.                                              |      |
| Physik      | Alessandro Corbetta, Jasper Meeusen, Chung-min Lee, Roberto Benzi, Federico Toschi | Niederlande Italien Taiwan Vereinigte Staaten                                           | für die Durchführung von Experimenten um herauszufinden, warum Fußgänger nicht ständig mit anderen Fußgängern zusammenstoßen.                                                     |      |
| Kinetik     | Hisashi Murakami, Claudio Feliciani, Yuta Nishiyama, Katsuhiro Nishinari | Japan Schweiz Italien                                                                   | für die Durchführung von Experimenten, um zu lernen, warum Fußgänger manchmal zusammenstoßen.                                                                                     |      |
| Entomologie | John Mulrennan, Jr., Roger Grothaus, Charles Hammond, Jay Lamdin | Vereinigte Staaten                                                                      | für ihre Arbeit A New Method of Cockroach Control on Submarines (Ein neues Verfahren zur Kakerlakenbekämpfung auf U-Booten).                                                      |      |
| Transport   | Robin Radcliffe, Mark Jago, Peter Morkel, Estelle Morkel, Pierre du Preez, Piet Beytell, Birgit Kotting, Bakker Manuel, Jan Hendrik du Preez, Michele Miller, Julia Felippe, Stephen Parry, Robin Gleed | Namibia Südafrika Tansania Simbabwe Brasilien Vereinigtes Königreich Vereinigte Staaten | für die experimentelle Bestimmung, ob sich Nashörner sicherer über Kopf transportieren lassen.                                                                                    |      |

## 2022
| Kategorie              | Preisträger | Land | Begründung | Bild |
| ---------------------- | --- | --- | --- | ---- |
| Angewandte Kardiologie | Eliska Prochazkova, Elio Sjak-Shie, Friederike Behrens, Daniel Lindh, Mariska Kret                                                                                        | Tschechien Niederlande Vereinigtes Königreich Schweden Aruba                                                       | für die Suche und das Finden von Beweisen dafür, dass sich die Herzfrequenzen neuer Liebespartner synchronisieren, wenn sie sich zum ersten Mal treffen und sich zueinander hingezogen fühlen.        |      |
| Literatur              | Eric Martínez, Francis Mollica, Edward Gibson | Kanada Vereinigte Staaten Vereinigtes Königreich Australien                                                        | für die Analyse, was das Verständnis von Rechtsdokumenten unnötig erschwert. |      |
| Biologie               | Solimary García-Hernández, Glauco Machado | Brasilien Kolumbien                                                                                                | für die Untersuchung, ob und wie Verstopfung die Paarungsaussichten von Skorpionen beeinflusst. |      |
| Medizin                | Marcin Jasiński, Martyna Maciejewska, Anna Brodziak, Michał Górka, Kamila Skwierawska, Wiesław Jędrzejczak, Agnieszka Tomaszewska, Grzegorz Basak, Emilian Snarski        | Polen | für den Nachweis, dass Patienten, die sich bestimmten Formen einer toxischen Chemotherapie unterziehen, weniger schädliche Nebenwirkungen erleiden, wenn während der Therapie Eiscreme gegessen wird. |      |
| Ingenieurwesen         | Gen Matsuzaki, Kazuo Ohuchi, Masaru Uehara, Yoshiyuki Ueno, Goro Imura | Japan | für den Versuch, die effizienteste Art und Weise zu finden, wie Menschen ihre Finger beim Drehen eines Knopfes einsetzen.                                                                             |      |
| Kunstgeschichte        | Peter de Smet, Nicholas Hellmuth | Niederlande Guatemala Vereinigte Staaten Österreich                                                                | für ihre Studie Ein multidisziplinärer Ansatz für rituelle Darmspülungszenen auf antiker Maya-Keramik.                                                                                                |      |
| Physik                 | Frank Fish, Zhi-Ming Yuan, Minglu Chen, Laibing Jia, Chunyan Ji, Atilla Incecik                                                                                           | Volksrepublik China Vereinigtes Königreich Türkei Vereinigte Staaten                                               | für den Versuch zu verstehen, wie es Entenküken gelingt, in Formation zu schwimmen. |      |
| Frieden                | Junhui Wu, Szabolcs Számadó, Pat Barclay, Bianca Beersma, Terence Dores Cruz, Sergio Lo Iacono, Annika Nieper, Kim Peters, Wojtek Przepiorka, Leo Tiokhin, Paul Van Lange | Volksrepublik China Ungarn Kanada Niederlande Vereinigtes Königreich Italien Australien Schweiz Vereinigte Staaten | für die Entwicklung eines Algorithmus, der Klatschbasen bei der Entscheidung hilft, wann sie die Wahrheit sagen und wann sie lügen sollten.                                                           |      |
| Wirtschaft             | Alessandro Pluchino, Alessio Emanuele Biondo, Andrea Rapisarda | Italien | für die mathematische Erklärung, warum der Erfolg meist nicht den talentiertesten Menschen, sondern denen mit dem meisten Glück zuteilwird.                                                           |      |
| Sicherheitstechnik     | Magnus Gens | Schweden | für die Entwicklung eines Elch-Crashtest-Dummys. |      |

## 2023
| Kategorie           | Preisträger | Land                                                                                          | Begründung | Bild |
| ------------------- | --- | --------------------------------------------------------------------------------------------- | --- | ---- |
| Chemie und Geologie | Jan Zalasiewicz | Polen                                                                                         | für die Erklärung, warum Wissenschaftler so gerne an Steinen lecken |      |
| Literatur           | Chris Moulin, Nicole Bell, Merita Turunen, Arina Baharin, Akira O’Connor | Frankreich Vereinigtes Königreich Malaysia Finnland                                           | für die Untersuchung, was Leute empfinden, wenn sie ein bestimmtes Wort oft, oft, oft, oft, oft, oft, oft wiederholen |      |
| Werkzeugbau         | Te Faye Yap, Zhen Liu, Anoop Rajappan, Trevor Shimokusu, Daniel Preston | Indien Volksrepublik China Malaysia Vereinigte Staaten                                        | für ihre „Wiederbelebung“ toter Spinnen als Greifwerkzeug |      |
| Gesundheitswesen    | Seung-min Park | Südkorea Vereinigte Staaten                                                                   | für die Erfindung der „Stanford-Toilette“, die verschiedene Technologien vereint: einen Urinteststreifen, eine computerunterstützte Videoanalyse der Defäkation, einen Analabdrucksensor einschließlich persönlicher Identifikation und eine Datenübertragung zur Überwachung und raschen Analyse der Ausscheidungen |      |
| Kommunikation       | Gen Matsuzaki, Kazuo OhuchiMaría José Torres-Prioris, Diana López-Barroso, Estela Càmara, Sol Fittipaldi, Lucas Sedeño, Agustín Ibáñez, Marcelo Berthier, Adolfo García                | Argentinien Spanien Kolumbien Chile Volksrepublik China Vereinigte Staaten                    | für die Untersuchung der geistigen Aktivität von Menschen, die Experten im Rückwärtssprechen sind |      |
| Medizin             | Christine T. Pham, Kiana Hashemi, Bobak Hedayati, Ella Csuka, Arash Babadjouni, Tiana Mamaghani, Jamie Wikenheiser, Margit Juhasz, Natasha Atanaskova Mesinkovska                      | Vereinigte Staaten Kanada Nordmazedonien Iran Vietnam                                         | für die Untersuchung von Leichen, um herauszufinden, ob es in beiden Nasenlöchern gleich viele Nasenhaare gibt |      |
| Ernährung           | Homei Miyashita, Hiromi Nakamura | Japan                                                                                         | für Experimente, die die Beeinflussung des Geschmacks durch elektrisch geladene Essstäbchen und Strohhalme untersuchen |      |
| Bildung             | Katy Tam, Cyanea Poon, Victoria Hui, Wijnand van Tilburg, Christy Wong, Vivian Kwong, Gigi Yuen, Christian Chan                                                                        | Volksrepublik China Kanada Vereinigtes Königreich Niederlande Irland Vereinigte Staaten Japan | für die systematische Untersuchung der Langeweile von Lehrern und Schülern |      |
| Psychologie         | Stanley Milgram, Leonard Bickman, Lawrence Berkowitz | Vereinigte Staaten                                                                            | für Experimente auf der Straße zur Untersuchung, wie viele Passanten hochblicken, wenn sie Fremde sehen, die hochblicken |      |
| Physik              | Bieito Fernández Castro, Marian Peña, Enrique Nogueira, Miguel Gilcoto, Esperanza Broullón, Antonio Comesaña, Damien Bouffard, Alberto C. Naveira Garabato, Beatriz Mouriño-Carballido | Spanien Schweiz Frankreich Vereinigtes Königreich                                             | für die Messung der Änderung der Zusammensetzung des Meerwassers in Abhängigkeit von der sexuellen Aktivität von Sardellen |      |

## 2024
| Kategorie                | Preisträger                                                    | Land                                                                 | Begründung | Bild                     |
| ------------------------ | -------------------------------------------------------------- | -------------------------------------------------------------------- | --- | ------------------------ |
| Frieden                  | B. F. Skinner                                                  | Vereinigte Staaten                                                   | Für seine Experimente zur Verwendung lebender Tauben in Raketen, um letztere zu lenken                                                                                                   | B. F. Skinner (ca. 1950) |
| Botanik                  | Jacob White, Felipe Yamashita                                  | Deutschland Brasilien Vereinigte Staaten                             | Für den Nachweis, dass manche Pflanzen versuchen, künstliche Pflanzen zu imitieren |                          |
| Anatomie                 | Marjolaine Willems et al.                                      | Frankreich Chile                                                     | Für die Untersuchung der Frage, ob Haarwirbel auf der Nordhalbkugel anders gerichtet sind als auf der Südhalbkugel                                                                       |                          |
| Medizin                  | Lieven A. Schenk, Tahmine Fadai, Christian Büchel              | Schweiz Deutschland Belgien                                          | Für den Nachweis, dass Placebos mit schmerzhaften Nebenwirkungen effektiver sein können als Placebos ohne diese                                                                          |                          |
| Physik                   | James C. Liao                                                  | Vereinigte Staaten                                                   | Für den Nachweis und die Erklärung der Schwimmfähigkeit toter Forellen |                          |
| Physiologie              | Ryo Okabe et al.                                               | Japan Vereinigte Staaten                                             | Für die Entdeckung, dass viele Säugetiere durch den Anus atmen können |                          |
| Wahrscheinlichkeitslehre | František Bartoš et al.                                        | Niederlande Schweiz Belgien Frankreich Deutschland Ungarn Tschechien | Für den theoretischen und praktischen Nachweis (durch 350.757 Münzwürfe), dass Münzen dazu neigen, auf derselben Seite zu landen, von der sie geworfen wurden                            |                          |
| Chemie                   | Tess Heeremans, Antoine Deblais, Daniel Bonn, Sander Woutersen | Niederlande Frankreich                                               | Für den Einsatz von Chromatographie, um betrunkene von nüchternen Würmern zu trennen |                          |
| Demographie              | Saul Justin Newman                                             | Australien                                                           | Für seine detektivische Arbeit, bei der er aufdeckte, dass viele Menschen, die für ihr hohes Alter berühmt sind, in Städten lebten, die eine lausige Geburten- und Sterbeerfassung haben |                          |
| Biologie                 | Fordyce Ely, William E. Petersen                               | Vereinigte Staaten                                                   | Für das Explodierenlassen einer Tüte neben einer Katze, die auf dem Rücken einer Kuh steht, um herauszufinden, wann und wie diese ihre Milch gibt                                        |                          |